# Józef Wybicki
Józef Rufin Wybicki herbu Rogala (ur. 29 września 1747 w Będominie, zm. 10 marca 1822 w Manieczkach) – polski pisarz i polityk, szambelan Stanisława Augusta Poniatowskiego w 1780 roku, wolnomularz, napisał słowa Pieśni Legionów Polskich we Włoszech – późniejszego polskiego hymnu narodowego Mazurka Dąbrowskiego.
Z wykształcenia prawnik, działalność polityczną rozpoczął w wieku 20 lat jako poseł na sejm w I Rzeczypospolitej. Jego protest przeciw wszystkim aktom Sejmu Repninowskiego uznawany jest za jedną z ostatnich prób pozytywnego zastosowania liberum veto. Uczestnik konfederacji barskiej, na polecenie dowództwa konfederacji jeździł z poufnymi misjami do krajów europejskich. Reformator praw w Polsce przedrozbiorowej. Przystąpił do konfederacji targowickiej, potem był uczestnikiem insurekcji kościuszkowskiej. Długoletni współpracownik oraz przyjaciel gen. Jana Henryka Dąbrowskiego, z którym wziął udział w wyprawie na pomoc powstańcom w Wielkopolsce w 1794, a później współdziałał w Legionach Polskich we Włoszech, w których powstanie w 1797 miał znaczący wkład. Podczas wizyty w obozie legionów we Włoszech w 1797 stworzył słowa pieśni, która stała się później polskim hymnem narodowym – Mazurka Dąbrowskiego. Uczestnik wojen napoleońskich, w 1807 roku przyczynił się do utworzenia Księstwa Warszawskiego, którego był jednym z czołowych polityków. Podczas wojny polsko-austriackiej w 1809 organizował obronę Wielkopolski przed wojskami nieprzyjaciela. Po kongresie wiedeńskim współtworzył Królestwo Polskie. Senator-wojewoda Księstwa Warszawskiego od 1807 roku, senator-wojewoda Królestwa Polskiego od 1815, prezes Sądu Najwyższego Królestwa Polskiego w latach 1817–1820, odznaczony Orderem Orła Białego (1807), Orderem Świętego Stanisława (1793), Orderem Legii Honorowej (1807). Autor wspomnień, wielu pism politycznych i utworów literackich (dramatów, librett operowych, komedii, wierszy), z których w powszechnej świadomości Polaków zachował się jedynie Mazurek Dąbrowskiego.

## Życiorys

### Dzieciństwo

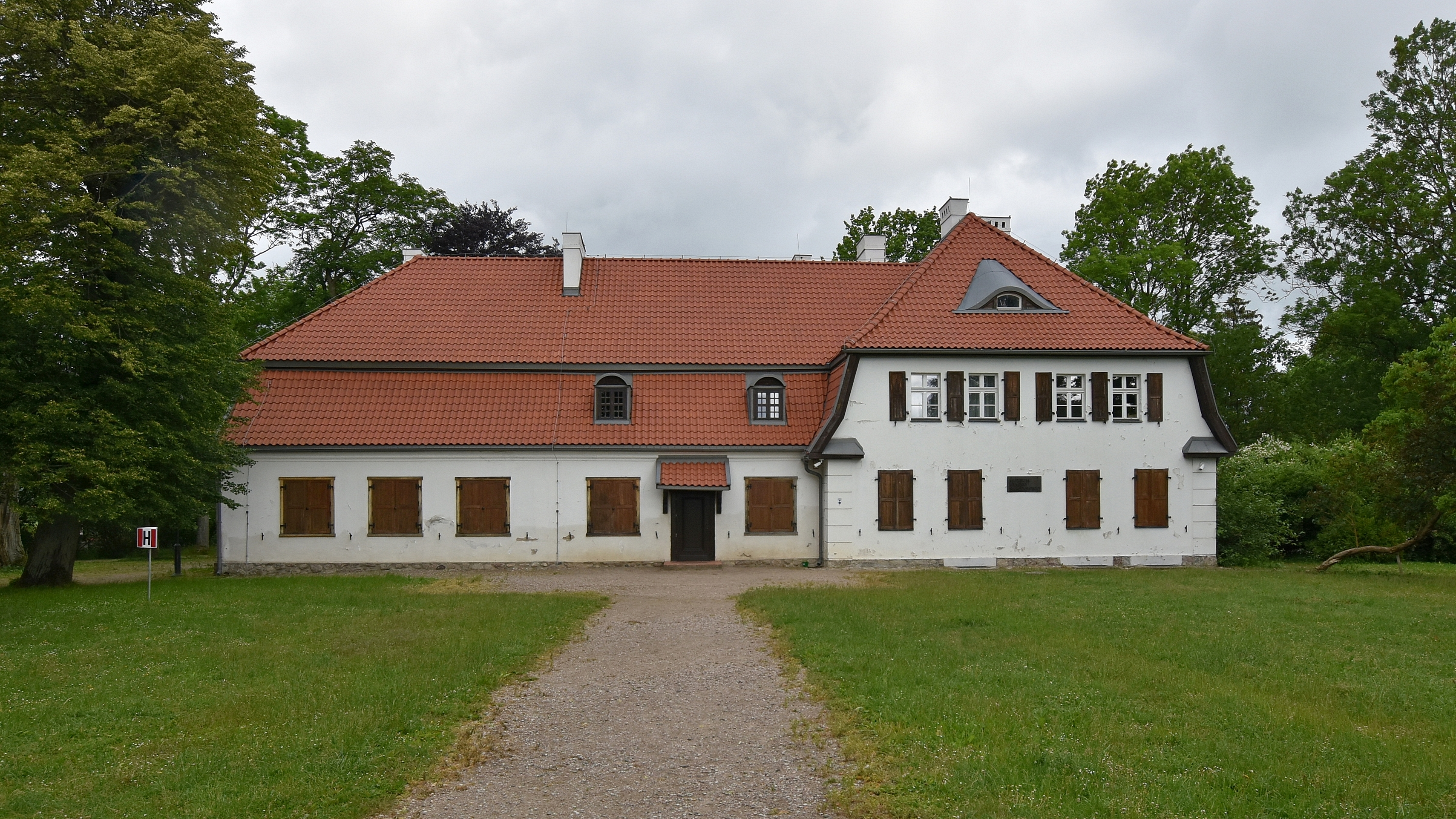
Dwór Józefa Wybickiego w Będominie, obecnie siedziba Muzeum Hymnu Narodowego

Józef Wybicki urodził się 29 września 1747 w Będominie koło Kościerzyny jako syn Piotra i Konstancji z Lniskich herbu Ostoja Pruska. Według samego Wybickiego jego ród miał wywodzić się od pochodzącego z Danii wojskowego Wybena, który w 1549 zaciągnął się na służbę u króla Zygmunta Augusta; odtąd jego potomkowie zamieszkiwali na Pomorzu Gdańskim, przyjmując z czasem nazwisko Wybicki; współczesne badania nie potwierdziły jednak tego twierdzenia. Józef Wybicki miał siedem sióstr: Mariannę, Brygidę, Barbarę, Elżbietę, Rozalię, Justynę, Konstancję (cztery wstąpiły do klasztoru), oraz brata Joachima, który został księdzem. Jego rodzina należała do średnio zamożnej szlachty, ojciec był stronnikiem Stanisława Leszczyńskiego i po przegranej wojnie o sukcesję polską w 1734 dostał się na krótko do niewoli rosyjskiej. Zmarł, kiedy Józef miał 12 lat. Już wcześniej, w szóstym roku życia, Józef został oddany na wychowanie stryjowi Franciszkowi Wybickiemu, proboszczowi skarszewskiemu i archidiakonowi pomorskiemu. Na probostwie u stryja przebywał przez dwa lata, następnie w ósmym roku życia, w 1755, został oddany na naukę do jezuickiego kolegium w Starych Szkotach (wtedy przedmieściu Gdańska), gdzie ukończył najpierw klasę poetyki (1762), a potem retoryki (1765). Po latach Wybicki wspominał okres nauki w kolegium bardzo negatywnie, pisząc:

Kazano się [nam] zawsze pod odmiennymi nazwiskami złej uczyć łaciny i to bez korzyści. Nie kazano myśleć, ani czynić [...] Zgoła co dzień bito: zawsze słyszałem jęk; prośby uczniów i twardość nauczycieli były zwykłym obrazem szkoły... To było prawdziwe piekło, gdzie nam zgrzytanie zębów i furiów wściekłych zapały malują...

Te brutalne metody wychowawcze doprowadziły w końcu do próby wzniecenia buntu wśród uczniów przez młodego Wybickiego, co groziło relegowaniem ze szkoły. Ostatecznie stryj Franciszek sam zdecydował się zabrać bratanka z kolegium, który z tego powodu nie kontynuował nauki w klasie filozofii z perspektywą dalszych studiów teologicznych, i ulokował go na praktyce w kancelarii sądu grodzkiego w Skarszewach, gdzie miał uczyć się prawa. Również tu Wybicki krytycznie oceniał metody nauczania polegające głównie na bezmyślnym powtarzaniu formuł, bez ich rozumienia:

Dzień i noc męczyłem się nad czytaniem statutów [...] Nie znając różnicy, co prawo natury, polityczne, cywilne, kryminalne i narodów znaczyć w gruncie miało. Wymawiałem prawa rzymskie, statuta magdeburskie jak papuga ze zwyczaju, bo tak całe godne moje zgromadzenie czyniło.

Józef Wybicki ostatecznie usamodzielnił się w 1765, kiedy zmarł opiekujący się nim i jego rodzeństwem stryj Franciszek; spowodowało to również, że Wybiccy musieli procesować się o swój majątek. Obrona stanu posiadania przed zakusami sąsiadów udała się dzięki poparciu nowego wojewody pomorskiego Jerzego Detloffa Flemminga, związanego ze stronnictwem „Familia”, w którym główną rolę odgrywali Czartoryscy.

### Początek działalności publicznej

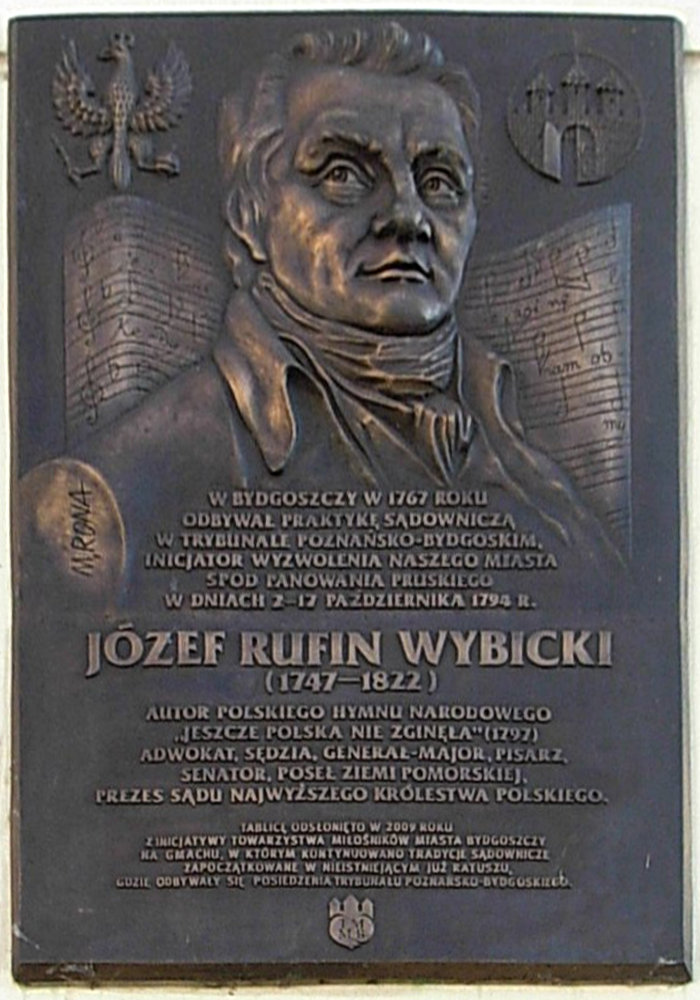
Tablica pamiątkowa na ścianie budynku Biblioteki Miejskiej w Bydgoszczy, gdzie pracował m.in. w Trybunale Koronnym

Pierwsze wystąpienie Józefa Wybickiego na szerszym forum publicznym miało miejsce w 1764, kiedy odbyła się elekcja ostatniego władcy Rzeczypospolitej Stanisława Poniatowskiego. Wyjazd na elekcję Wybicki zawdzięczał związanemu z Czartoryskimi wojewodzie pomorskiemu Pawłowi Mostowskiemu, który chciał zabrać z sobą jak najwięcej zwolenników Poniatowskiego. Pobyt w Warszawie wywarł bardzo duże wrażenie na niemającym jeszcze dużo doświadczenia politycznego Wybickim. Głosował za Poniatowskim, nie zdając sobie sprawy, że jego elekcja odbywa się pod naciskiem carycy Katarzyny II. Dopiero po latach w swoim wspomnieniach właściwie ocenił ówczesną sytuację polityczną, pisząc, że elekcja to

obrządek próżny, zapytania szyderskie, bo już wiedziano niecofniętą wyrocznią Petersburga, że Poniatowski będzie królem.

W 1766 Wybicki został mianowany subdelegatem grodzkim w Skarszewach, jego zadaniem na tym urzędzie była m.in. egzekucja wyroków sądowych; następnie w latach 1766–1767 uczestniczył jako pomocnik mecenasa w zjazdach Trybunału Koronnego, które odbywały się w Poznaniu, Bydgoszczy i Piotrkowie. Starał się tam podnosić swoje kwalifikacje prawnicze, chociaż jego pracowitość często spotykała się z szyderczymi komentarzami (pod jego oknami w Poznaniu krzyczano nawet „Cyceronie, żyj z nami”). O prawnikach, z którymi musiał pracować, na ogół nie miał dobrego zdania, pisząc później:

Trybunalska i kancelaria i palestra różniła się od grodzkiej dojrzalszą rozpustą i ciemnotą. Nie było żadnych pewnych zasad i prawideł nauki. Nauczyciele i uczniowie byli, iż powiem, bez wzajemnych obowiązków

### Wystąpienie na sejmie w 1768

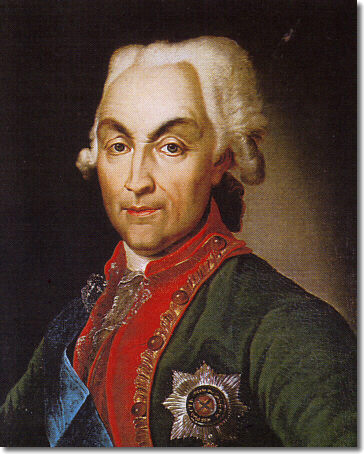
Nikołaj Repnin

W załączniku do depeszy z 2 października 1767 roku do prezydenta Kolegium Spraw Zagranicznych Imperium Rosyjskiego Nikity Panina, poseł rosyjski Nikołaj Repnin określił go jako posła wątpliwego dla realizacji rosyjskich planów na sejmie 1767 roku. W 1767, mimo młodego wieku (miał wówczas zaledwie 20 lat), Wybicki na sejmiku generalnym w Grudziądzu wybrany został posłem na sejm z okręgu kościerskiego powiatu mirachowskiego (obecnie kartuskiego) i po raz drugi wyjechał do Warszawy. Sejm ten, obradujący w latach 1767–1768, stał się później znany jako tzw. „Sejm repninowski” z powodu nacisków na posłów i polityki zastraszania prowadzonej przez Rosję, reprezentowaną przez jej posła Nikołaja Repnina. Centralną kwestią, która miała być poruszana na sejmie, było równouprawnienie dysydentów (innowierców), którego domagała się caryca Katarzyna II, kwestia dysydencka była jednak tylko pretekstem w dążeniu Rosji do całkowitego podporządkowania sobie Rzeczypospolitej. Atmosfera w stolicy była wówczas bardzo napięta. Już w osiem dni po rozpoczęciu obrad, w nocy z 13 na 14 października 1767, na rozkaz Repnina porwano zasiadających w Senacie biskupów Kajetana Sołtyka i Józefa Andrzeja Załuskiego oraz hetmana Wacława Rzewuskiego i jego syna Seweryna, których następnie wywieziono na zesłanie do Kaługi. Miało to na celu sterroryzowanie posłów, aby ci uchwalili równouprawnienie dysydentów i dyzunitów oraz zatwierdzenie praw kardynalnych, dzięki czemu Petersburg mógłby łatwiej ingerować w sprawy wewnętrzne Rzeczypospolitej.
W takiej atmosferze, Wybicki na posiedzeniu sejmu 27 lutego 1768 roku, w obecności króla i Repnina, zdecydował się na wystąpienie, które okazało się przełomowym momentem w jego działalności politycznej. Zaprotestował przeciwko uwięzieniom i ogólnie polityce rosyjskiej słowami:

Ponieważ, Książę Marszałku, nie dajesz mi głosu przeciw prawu, którego nic zmazać nie potrafi, a które posłowi wolnemu mówić pozwala na każdym sejmie, przymawiam się więc najmniej, iż gdy zwróconych na łono senatu uwięzionych senatorów i do stanu rycerskiego przywróconego nie widzę posła, nie widzę wolnego sejmu, ale widzę tylko gwałt i przemoc moskiewską, przeciwko tej więc się protestuje.

W słowach tych Wybicki próbował sięgnąć do środka prawnego liberum veto, była to jednocześnie jedna z ostatnich prób pozytywnego zastosowania tego środka, który tu jednak nie mógł mieć zastosowania – sejm 1767–1768 był sejmem skonfederowanym, na którym zasada jednomyślności nie obowiązywała. Wybicki nie zdołał też pociągnąć za sobą innych posłów – izba była zbyt zastraszona, a król zaraz po wystąpieniu Wybickiego odroczył sesję.
Wybicki, którego protest wywołał ogólne wzburzenie na sali sejmowej i odbił się szerokim echem w stolicy, przez kilka dni ukrywał się w Warszawie. Następnie 5 marca 1768 wyjechał do Piotrkowa, gdzie wprawdzie udało mu się wpisać swój manifest do akt urzędowych, po jego wyjeździe wpis został jednak wykreślony przez marszałka trybunału Konstantego Bnińskiego, wreszcie zarejestrował go na Spiszu, należącym wtedy do państwa polskiego, w aktach kapituły spiskiej.

### Konfederacja barska

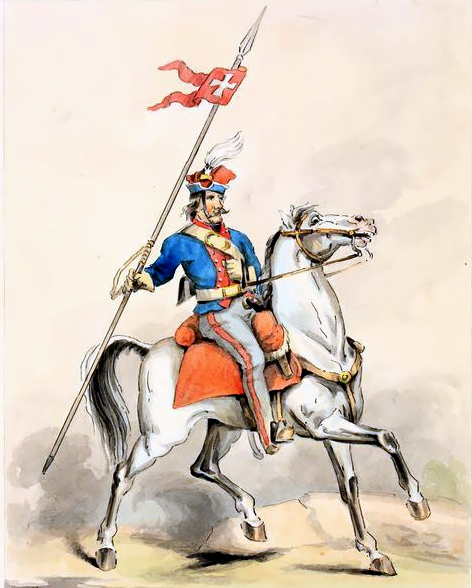
Konfederat barski

Kontakty z przyszłymi członkami konfederacji barskiej Wybicki zaczął nawiązywać wkrótce po przyjeździe do Warszawy w 1767. Konfederacja w Barze została zawiązana w obronie wiary katolickiej i przeciwko polityce Rosji prawie jednocześnie z wystąpieniem sejmowym Wybickiego – 29 lutego 1768. Zaraz po powzięciu wiadomości o utworzeniu konfederacji poseł postanowił do niej przystąpić, m.in. na skutek wieści o ekscesach wojsk rosyjskich w jego dobrach; dowiedział się mianowicie, że:

...ukochana matka moja ledwo z życiem w dobrach swoich uszła przed wściekłością kozaka, że wszystko było spustoszone; ja westchnąłem na to, zamiary przecię moje całe na to zwrócone były, jak się do Baru przebrać, dokąd już wojska moskiewskie i pułki królewskie ściągały.

Swój udział w powstaniu i zadania, jakie mu powierzali konfederaci, opisał bardzo szczegółowo w powstałych w późniejszym okresie życia wspomnieniach. Wybicki przekradł się ze Spiszu do Baru przez Kraków i Lwów w przebraniu pisarka i ekonoma. Został konsyliarzem generalnym przy Jacku Kochańskim, kierującym sprawami zagranicznymi barżan; jego głównym zadaniem były starania o pomoc dla konfederacji na dworach europejskich. Na dzień przed upadkiem Baru, 19 czerwca 1768, podążył z konfederatami za Dniestr. Następnie z Filipowców pod Chocimiem został wysłany z misją do biskupa kamienieckiego Adama Stanisława Krasińskiego. Odnalazł go w sierpniu 1768 w Cieszynie, po dramatycznej przeprawie w przebraniu chłopskim, udając niemowę, z Wołoszczyzny, przez Karpaty na Węgry i następnie Spisz. Razem z nim miał wyruszyć do Paryża, by pertraktować o pomoc dla konfederatów, po drodze w Wiedniu rozchorował się jednak po trudach przeprawy spod Chocimia i pozostał w stolicy Austrii. Po powrocie z Paryża biskup wysłał Wybickiego z tajną misją do Berlina do hrabiny Marianny Skórzewskiej, blisko związanej z królem pruskim Fryderykiem II, przez którą miano nadzieję na uzyskanie pomocy Prus dla konfederatów, oczekiwania te jednak również się nie spełniły. Z Berlina w grudniu 1768 Wybicki wyruszył jako emisariusz barzan do Prus Królewskich, miał również wciągnąć do konfederacji Gdańsk, gdzie mógł liczyć na pomoc rezydenta francuskiego. Po klęsce konfederatów w bitwie pod Kcynią, w której wziął udział, Wybicki zbiegł przez Gdańsk i Lubekę do Holandii. 10 października 1770 został studentem prawa, filozofii i nauk przyrodniczych w Lejdzie pod przybranym nazwiskiem Josephus Enkler. Rok później wrócił do kraju i został wysłany z misją dyplomatyczną do Wiednia, gdzie miał nawiązać kontakt z ambasadą francuską. Jeszcze przed wyjazdem 5 sierpnia 1772 otrzymał od władz konfederackich, które rezydowały wówczas w Cieszynie (Cieszyn należał wtedy do monarchii Habsburgów i nie był częścią państwa polskiego), stopień wojskowy pułkownika. W Wiedniu spotkał się z księciem Antonim Barnabą Jabłonowskim (także konfederatem), z którym wiązały go już serdeczne stosunki. Po klęsce polityki barskiej i I rozbiorze Polski Wybicki powrócił do kraju.

### Małżeństwo z Kunegundą Drwęską

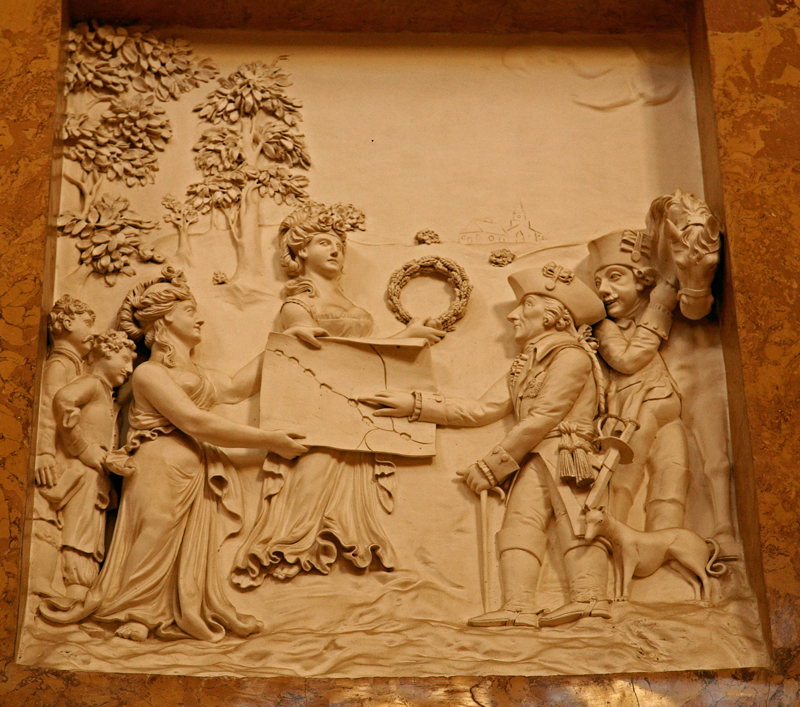
Marianna Skórzewska i król Fryderyk Wielki. Płaskorzeźba z pałacu w Lubostroniu

Jeszcze podczas tajnej misji do Berlina w 1768 Wybicki poznał swoją przyszłą pierwszą żonę – Kunegundę Drwęską herbu Gozdawa. Była ona siostrzenicą generała Franciszka Skórzewskiego, męża hrabiny Marianny Skórzewskiej, często goszczącej na dworze Fryderyka II, za pośrednictwem której konfederaci chcieli uzyskać dostęp do króla Prus. Pierwsze spotkanie z Kunegundą, które miało miejsce na chrzcinach syna Skórzewskiej, Fryderyka, 19 września 1768, wywarło na Wybickim ogromne wrażenie. Później tak o nim pisał w swoich pamiętnikach:

W całym tym tłumie płci pięknej postrzegam jednę i już nie widzę, jak tylko ją samą! Ona tylko w mych oczach piękna, miła, ona figurą, kształtem, wdziękiem panowała reszcie; skromność nawet w jej stroju smaku pełnym, rzucała cień na błyszczadła i blaski bogactwa [...] przedzieram się do Druwa i pytam o imię tej piękności. On, postrzegłszy oko me zbłąkane, odpowiada z uśmiechem... Kunusia.

Ta miłość od pierwszego wejrzenia nie uszła uwagi Skórzewskiej i jej otoczenia. Przy wyjeździe Wybickiego z Berlina generałowa, pod której opieką była Kunegunda, poczyniła Wybickiemu pewne obietnice:

Piękna Kunusia, której najsłodszą duszę poznałem, czyniła mi odjazd przykry. Generałowa, przed której się okiem zataić nie mogły wypadające westchnienia młodego, powtarzała z tym uśmiechem, z tym przymileniem przejmującym a jej własnym: „Po zakończonej konfederacji dostanie się piękność w nagrodzie cnocie”.

Przez kilka następnych lat Wybicki utrzymywał korespondencję z Kunusią, do ponownego spotkania doszło dopiero w 1772, na dworze Skórzewskich w Margońskiej Wsi koło Margonina, dokąd przybył po upadku konfederacji. Następnie spotkali się w 1773, kiedy Wybicki ponownie pospieszył z Będomina do Margońskiej Wsi do umierającego Franciszka Skórzewskiego – wuja Kunusi, który zmarł zaraz po jego przyjeździe. Matka Wybickiego nie wyrażała zgody na ślub syna z Kunusią, m.in. ze względu na różnicę majątkową (Kunegunda Drwęska nie była zbyt posażną panną), prawdopodobnie również z powodu różnicy wieku – Kunusia była aż 17 lat starsza od Wybickiego. W końcu jednak bez wiedzy matki doszło do ślubu, który odbył się 17 października 1773 w kościele św. Wojciecha w Margoninie.
Wybicki z Kunusią zamieszkał w Margoninie, wkrótce odwiedzili jednak matkę Wybickiego w Będominie, aby prosić ją o wybaczenie za wzięcie ślubu bez jej zgody. Później, ponieważ Kunusia była w odmiennym stanie, powrócili do Margonina, gdzie niespodziewanie nastąpił tragiczny finał tego związku. Kunegunda, będąc blisko połogu, zmarła 17 sierpnia 1775, w wieku, jak wpisano w parafialnej księdze zgonów, „blisko 45 lat”. Wkrótce potem zmarła też matka Wybickiego.
Wiele lat po śmierci Kunegundy Józef Wybicki nadal utrzymywał kontakty z rodziną pierwszej żony. W 1808 roku podczas wizyty w Grabianowie, majątku jej bratanka – sędziego śremskiego Bonifacego Drwęskiego i jego żony Józefaty z Otto-Trąmpczyńskich został ojcem chrzestnym Praksedy Anny Drwęskiej.

### Zbiór praw sądowych.Listy do eks-kanclerza Zamoyskiego

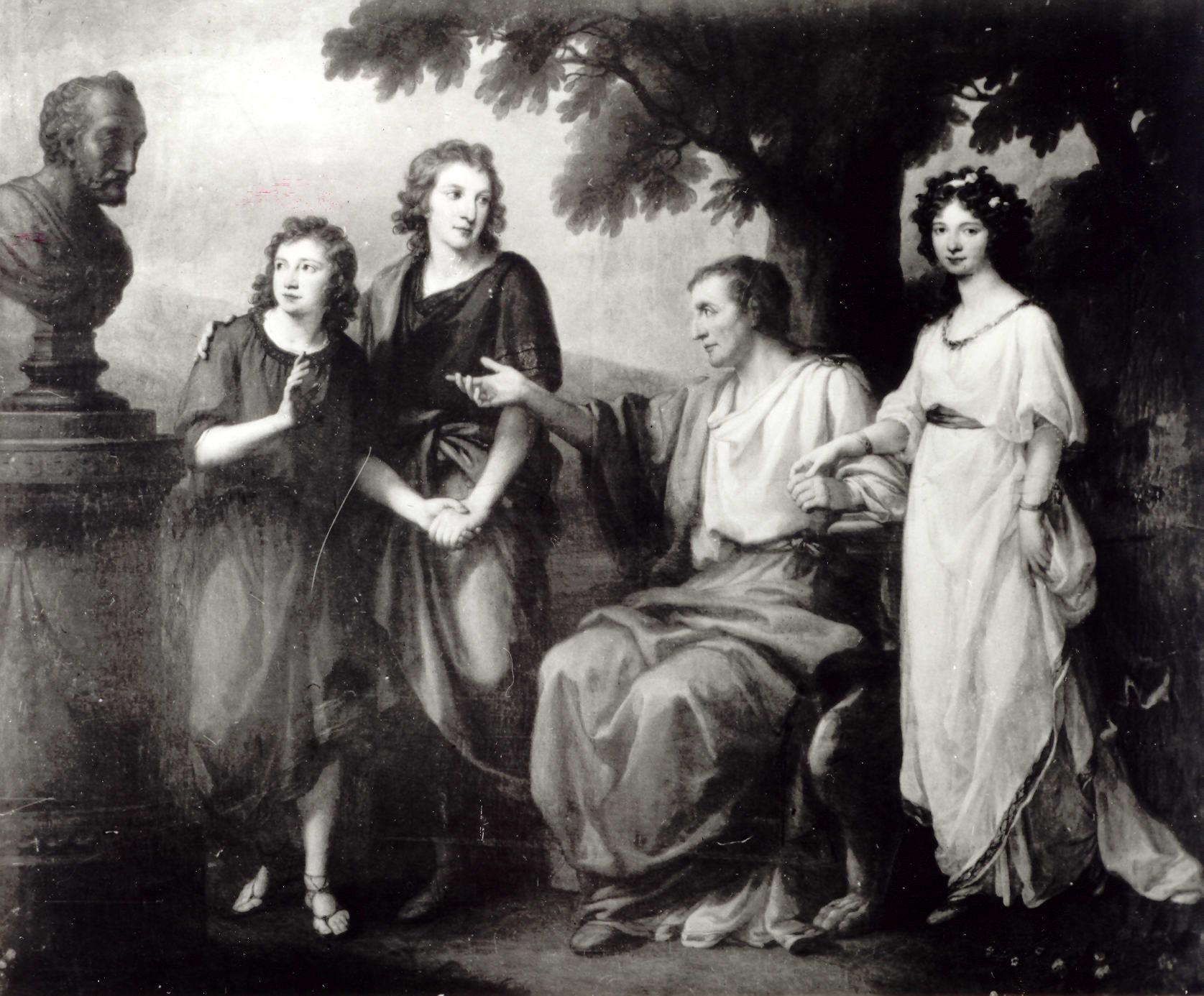
Andrzej Zamoyski z rodziną. Obraz Angeliki Kauffmann (obecnie zaginiony)

Po tych doświadczeniach Wybicki powrócił do działalności politycznej. Już 12 lipca 1775, jeszcze przed śmiercią Kunusi, książę wojewoda Antoni Barnaba Jabłonowski mianował go podwojewodzim poznańskim. Do kompetencji Wybickiego na tym stanowisku należały kontrola miar i wag w całym województwie oraz sprawowanie jurysdykcji nad Żydami. Urząd ten pełnił do 1776, następnie opuścił Wielkopolskę, wyjeżdżając do Warszawy.
W Warszawie, gdzie Wybicki otrzymał od króla godność szambelana, w 1777 został członkiem Towarzystwa do Ksiąg Elementarnych, a następnie generalnym wizytatorem szkół okręgu wileńskiego, najbardziej się jednak zasłużył w pracach nad naprawą ustroju Rzeczypospolitej. Bodźcem do tej nowej działalności stało się powierzenie przez Sejm 1776 roku na wniosek króla Andrzejowi Zamoyskiemu opracowania kodeksu praw. Andrzej Zamoyski, były kanclerz wielki koronny (kanclerstwo złożył w 1767 w proteście przeciwko porwaniu senatorów przez Rosjan na Sejmie Repninowskim), znał Wybickiego jeszcze z jego działalności w Sejmie i, ceniąc jego wiedzę i zaangażowanie patriotyczne, chętnie powołał go do składu komitetu opracowującego kodeks. Posiedzenia komitetu odbywały się najczęściej w Warszawie, ale też w rezydencji Zamoyskiego w Bieżuniu, dokąd Zamoyski przeniósł się po wypadkach 1767 roku. Owocem tych prac był Zbiór praw sądowych, wydany w 1778, w którego zredagowanie Wybicki miał znaczący wkład.

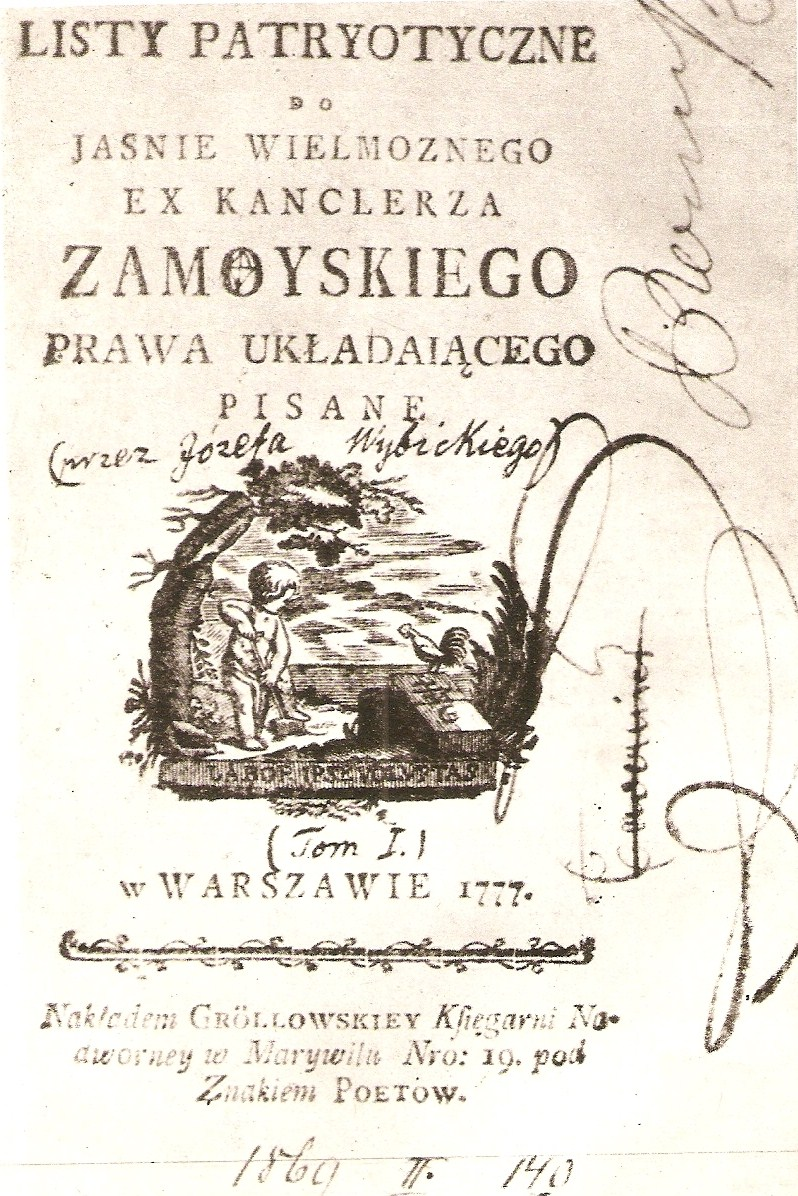
Listy patriotyczne do Jaśnie Wielmożnego eks-kanclerza Zamoyskiego Józefa Wybickiego

Przy okazji pracy nad Zbiorem praw powstało jedno z najważniejszych i najobszerniejszych dzieł Wybickiego: Listy patriotyczne do Jaśnie Wielmożnego eks-kanclerza Zamoyskiego, prawa układającego, pisane – cykl 14 listów napisanych w latach 1776–1777 (część jest niedatowana), początkowo ręcznie przepisywanych i kolportowanych w Warszawie (niektóre z listów były odczytywane też na obiadach czwartkowych), potem wydanych drukiem w dwóch tomach w latach 1777–1778. Wybicki wydał je anonimowo, przypuszczalnie po to, aby stworzyć wrażenie, że pochodzą one od kogoś spoza kręgu współpracowników Zamoyskiego. Listy miały przygotować opinię publiczną na przyjęcie Zbioru praw sądowych i popularyzować hasła w nich zawarte. Wybicki krytykował w nich negatywne zjawiska w życiu społecznym Rzeczypospolitej – słabość rządów, anarchię, samowolę magnaterii, niewolę chłopa. Był gorącym orędownikiem zamiany pańszczyzny na czynsze. Na podstawie przeprowadzonych przez siebie badań w księgach parafialnych w okolicach Bieżunia stwierdził między innymi, że po oczynszowaniu wiosek przez Zamoyskiego wzrosła w nich liczba urodzeń, co było jednym z argumentów za przyjęciem tej formy rozliczeń chłopstwa z właścicielami ziemskimi.
Ostatecznie, wysiłki Zamoyskiego i współpracujących z nim reformatorów spełzły na niczym. Kiedy w 1780 sejm odrzucił Zbiór praw sądowych, Wybicki, chociaż jeszcze 13 listopada 1780 został mianowany szambelanem królewskim, wycofał się z życia politycznego i powrócił do zajęć gospodarskich.

### Małżeństwo z Esterą Wierusz-Kowalską. Osiedlenie się w Manieczkach. Twórczość literacka

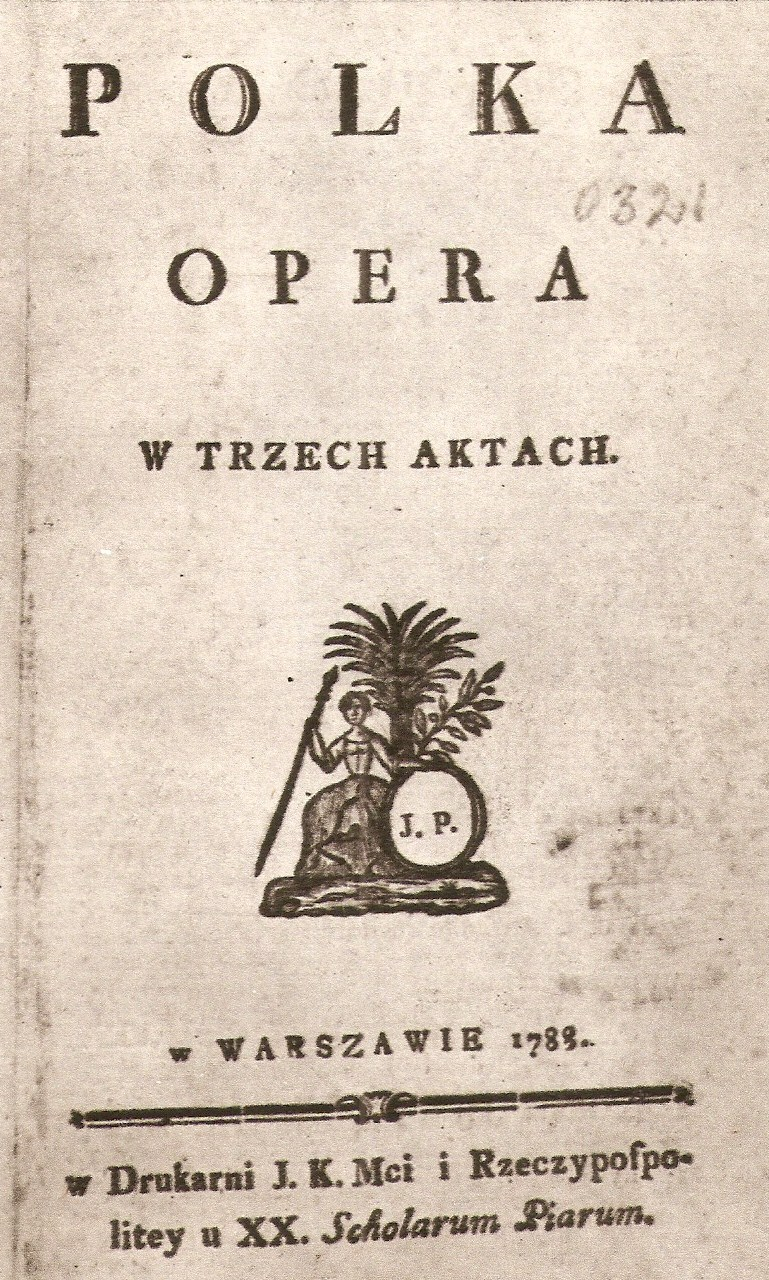
Opera Polka Wybickiego, napisana w Manieczkach

Swoją drugą żonę, Esterę Wierusz-Kowalską, Wybicki poznał jako 15-letnią dziewczynę już w 1772, kiedy powracając z Wiednia zatrzymał się w majątku Franciszka Rostworowskiego w Wełnie koło Rogoźna. W majątku Rostworowskich, w którym Estera, siostrzenica pani domu, mieszkała razem z matką, bywał też później, kiedy piastował urząd podwojewodziego poznańskiego, wreszcie w 1780 oświadczył się i został przyjęty. Po raz drugi w swoim życiu Wybicki stanął na ślubnym kobiercu 11 września 1780 w istniejącym w niezmienionej formie do dziś drewnianym kościele Podwyższenia Krzyża Świętego w Wełnie.
Po ślubie Wybicki nie chciał wracać do Będomina, który po I rozbiorze znalazł się w państwie pruskim, postanowił więc sprzedać swój majątek na Pomorzu i osiedlić się w Wielkopolsce. 21 czerwca 1781 za 150 tys. zł zakupił od małoletnich Ignacego i Adama Kołaczkowskich, w których imieniu występował Franciszek Rostworowski, dwie wsie koło Śremu – Manieczki i Psarskie. Główną rezydencją Wybickich były Manieczki, po urządzeniu tamtejszego dworu i gospodarstwa jesienią 1781 mogła tam zamieszkać też jego świeżo poślubiona żona Estera. W późniejszych latach Wybicki sprzedał Psarskie i zakupił pobliskie Przylepki i Boreczek. Założył też dwie nowe osady – Brodnickie Holendry (obecnie Brodniczka) i Esterpole, nazwane tak na cześć małżonki.
W nowym otoczeniu poświęcał się przede wszystkim pracy w gospodarstwie, przeważnie trzymając się z dala od wielkiej polityki. Prowadził też szczęśliwe życie rodzinne, a kochająca go żona urodziła trójkę dzieci: Teresę (1782), Łukasza (1785) i Józefa (1787). Miał też czas na twórczość literacką, pisanie wierszy, dramatów i oper. W Manieczkach dokończył zaczętą jeszcze w Warszawie komedię Kulig i tragedię Zygmunt August, później napisał w swoim dworku jeszcze pięć oper: Kmiotka, Samnitkę, Pasterkę zabłąkaną, Polkę, prawdopodobnie też zaginioną Ojczyznę z jednym synem (wspominał o niej w listach), oraz komedie, m.in. Warro na wsi. Z utworów tych tylko Kulig i Polka zostały wystawione w zawodowym teatrze w Warszawie (Kulig w inscenizacji Wojciecha Bogusławskiego w 1783), niektóre sztuki i opery wystawiano na przedstawieniach amatorskich w Manieczkach i dworach sąsiadów Wybickich.

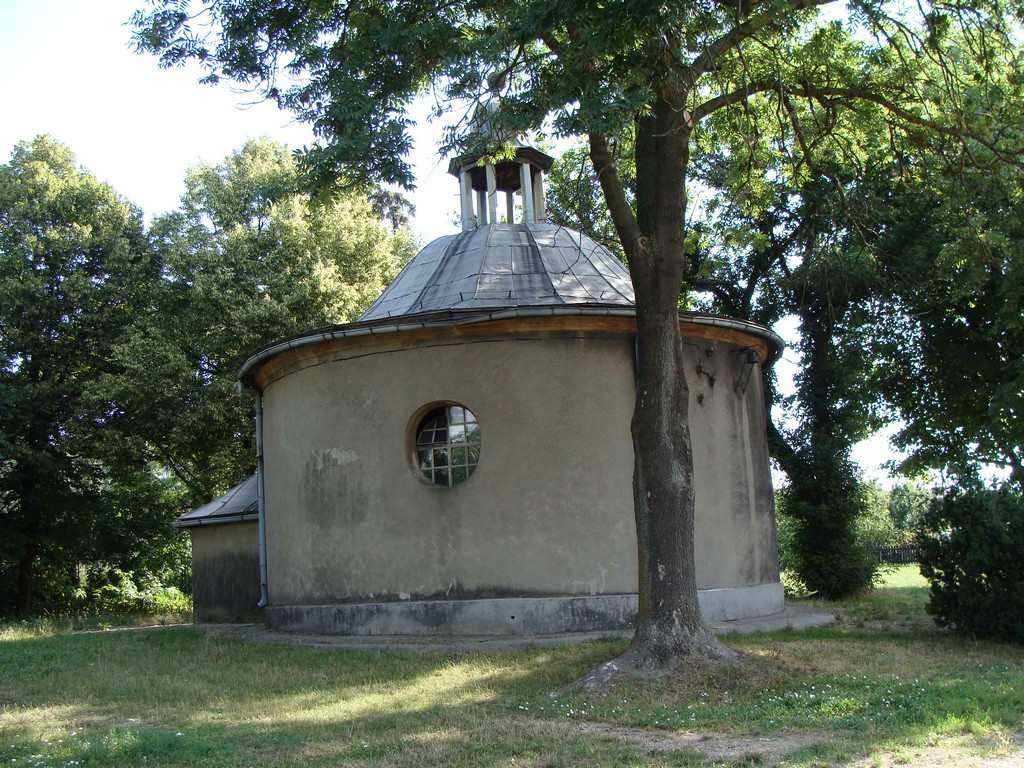
Kaplica w Manieczkach, wybudowana przez Wybickiego w 1786

Pełną szczęśliwości atmosferę życia w Manieczkach oddaje wiersz Wybickiego poświęcony jego domowi:
Domku mój luby – Opatrzności darze!

Domku pokoju i dawco wygody,

Dom, coś zgodnej dał przytułek parze,

Domku, co swemi wyżywiasz mnie płody,

Domku, co zdrowie, umysł dajesz stały,

Domku, co innej nie masz w sobie skazy,

Tylko żeś drobny, żeś nieokazały,

Bądź pozdrowiony po kilkakroć razy!

### Działalność polityczna w ostatnich latach I Rzeczypospolitej. Powstanie kościuszkowskie

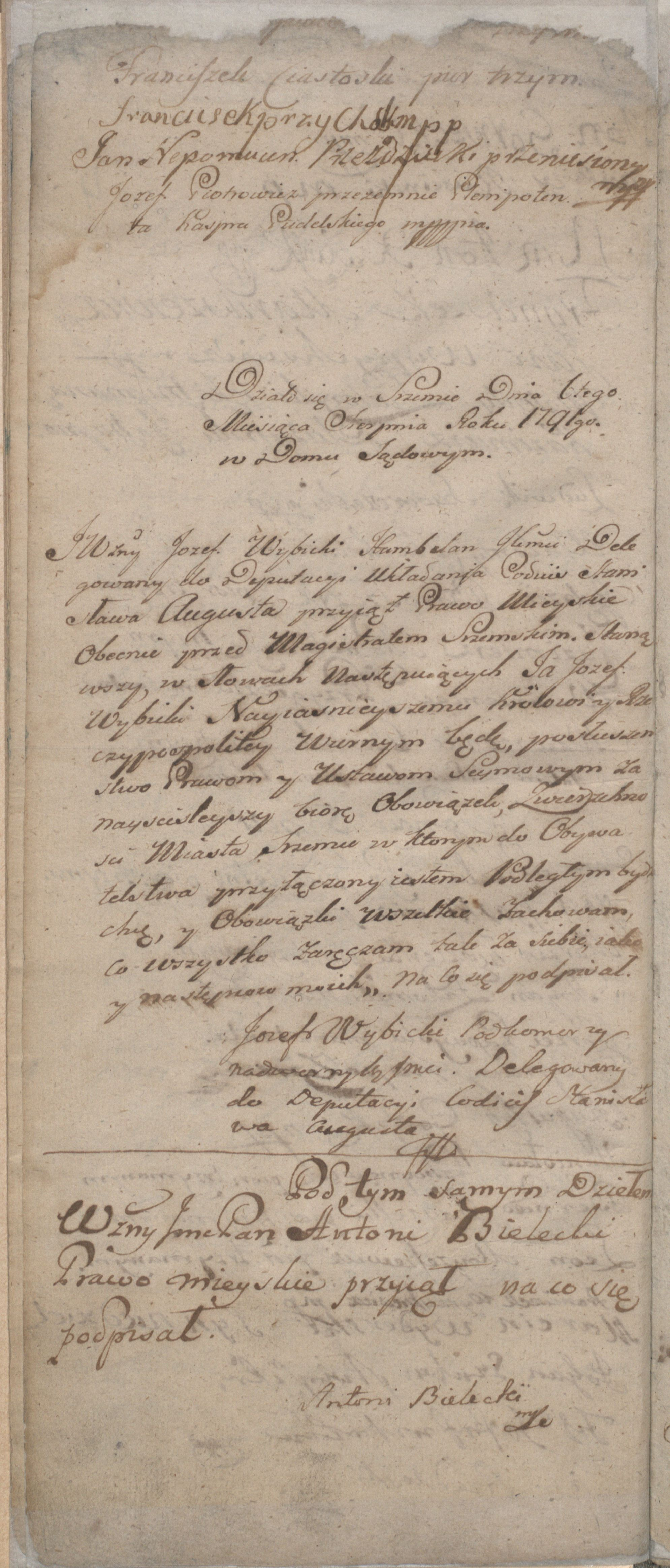
Akt przyjęcia Józefa Wybickiego do prawa miejskiego w Śremie, sporządzony w Śremie w 1791

Chociaż w okresie zamieszkiwania w Manieczkach Wybickiego pochłaniały przede wszystkim praca w gospodarstwie, życie rodzinne i twórczość literacka, nie odsunął się całkowicie od polityki. W 1780 został wybrany na sejm jako poseł województwa poznańskiego, a w 1784 kaliskiego. Nie było go wprawdzie w gronie posłów na Sejm Czteroletni, obradujący w latach 1788–1792, w trakcie przygotowań do uchwalenia Konstytucji 3 maja został jednak członkiem deputacji, której zadaniem było przygotowanie tzw. Kodeksu Stanisława Augusta. Był też członkiem Zgromadzenia Przyjaciół Konstytucji Rządowej. 11 sierpnia 1791 został wybrany jednym z dwóch delegatów miasta Poznania na sejm w Warszawie. Aby mógł reprezentować Poznań na sejmie, wcześniej musiał przystąpić do stanu mieszczańskiego i w tym celu 6 sierpnia przed magistratem w Śremie przyjął prawo miejskie, biorąc na siebie „obowiązek zwierzchności miasta Śremu”. Do stolicy wyjechał jesienią 1791. Od tego czasu Manieczki odwiedzał rzadko, wreszcie w 1792 nabył majątek w Krobowie koło Grójca, dokąd rok później, w 1793, sprowadził rodzinę. Wkrótce wszyscy przenieśli się do Warszawy. Manieczki, które w tym samym roku na skutek II rozbioru Polski znalazły się w zaborze pruskim, oddał w dzierżawę.

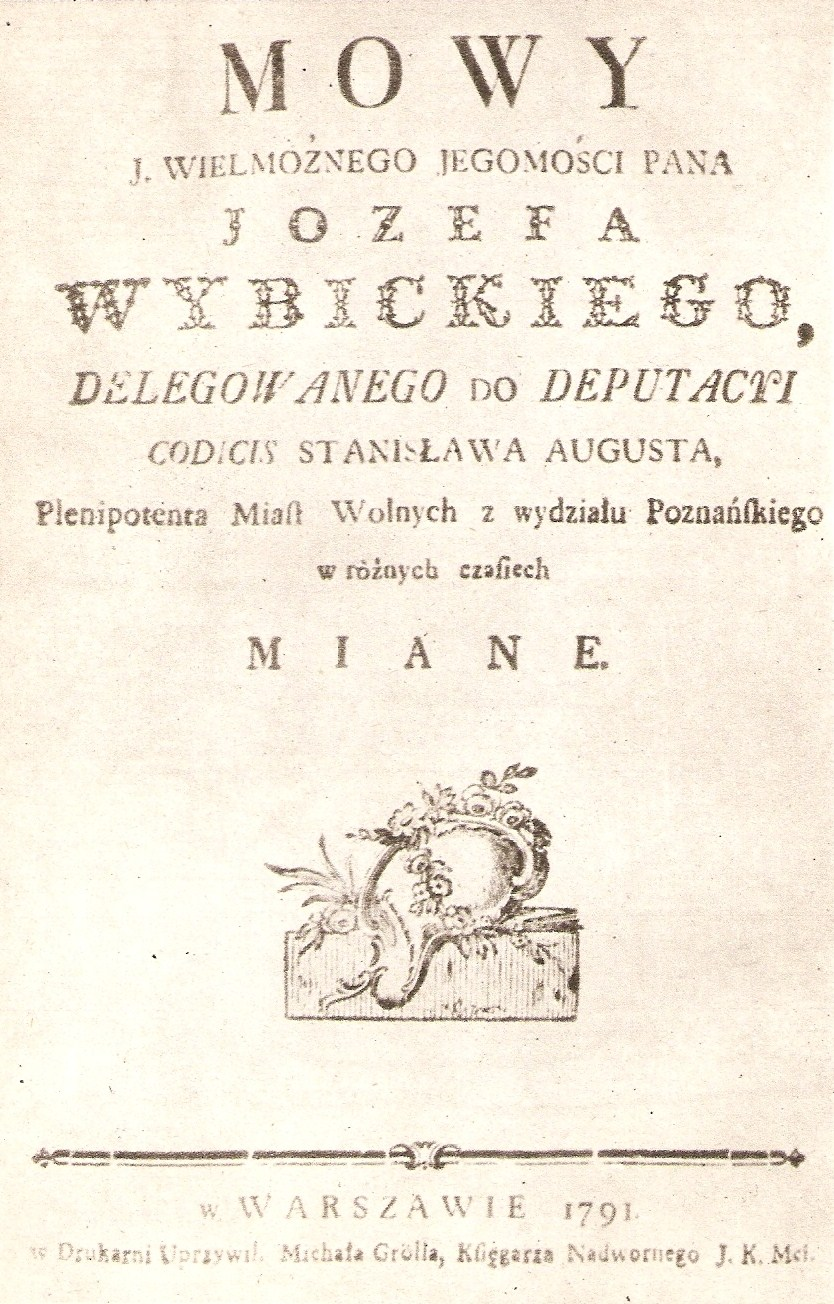
Mowy Wybickiego (1791)

Kiedy po fiasku polityki reform i porażkach w wojnie polsko-rosyjskiej król w lipcu 1792 przystąpił do konfederacji targowickiej, Wybicki początkowo poszedł w jego ślady, również zostając członkiem konfederacji, szybko jednak przeszedł na stronę zwolenników dalszej walki z Rosją. W obliczu coraz wyraźniej się zarysowującej perspektywy upadku kraju nastroje powstańcze i spiskowe narastały w Polsce już od dłuższego czasu. Uczestnikiem spisku, zawiązanego na emigracji w Saksonii przez Ignacego Potockiego, Hugona Kołłątaja i Tadeusza Kościuszkę, w kraju został też Wybicki, który należał do prawego skrzydła spiskowców. Po wybuchu insurekcji kościuszkowskiej wszedł do jego władz. Kiedy w kwietniu 1794 powstanie rozszerzyło się na Warszawę (insurekcja warszawska), został członkiem departamentu wojskowego Rady Zastępczej Tymczasowej, naczelnego organu władzy wykonawczej w mieście; chociaż nie akceptował żądań rewolucji społecznej i pełnego równouprawnienia mieszczan i pospólstwa, współpracował też z nowym prezydentem miasta Ignacym Zakrzewskim i Janem Kilińskim. We władzach powstania został pełnomocnikiem rządowym dla spraw wojskowych przy księciu Józefie Poniatowskim. Nosił mundur, w lipcu 1794 otrzymał od Kościuszki rangę generała-majora ziemiańskiego milicji pomorskiej, latem 1794 został też komisarzem cywilno-wojskowym ziemi czerskiej przy dywizji gen. Stanisława Mokronowskiego, broniącej Warszawy przed Prusakami, sam jednak nie walczył z bronią w ręku.
Na okres ten przypada również pierwsze spotkanie Wybickiego z Janem Henrykiem Dąbrowskim, przyszłym twórcą Legionów Polskich we Włoszech. Spotkanie to miało miejsce w dramatycznych okolicznościach. Dąbrowski, który młodość spędził w Saksonii i słabo mówił po polsku, dopiero w 1792 przeszedł z armii saskiej do wojska polskiego. Niezorientowany w miejscowych stosunkach, przystąpił do konfederacji targowickiej, przez co posądzono go o zdradę. Podejrzenia o wrogie knowania doprowadziły w końcu do wytoczenia mu sprawy sądowej na sesji departamentu wojskowego, która odbyła się w Warszawie 1 maja 1794. Dąbrowskiemu groziła nawet kara śmierci, został jednak uniewinniony dzięki mowie, jaką w jego obronie wygłosił Wybicki. Przyszły autor Mazurka Dąbrowskiego w swoich pamiętnikach tak pisał o tym wydarzeniu:

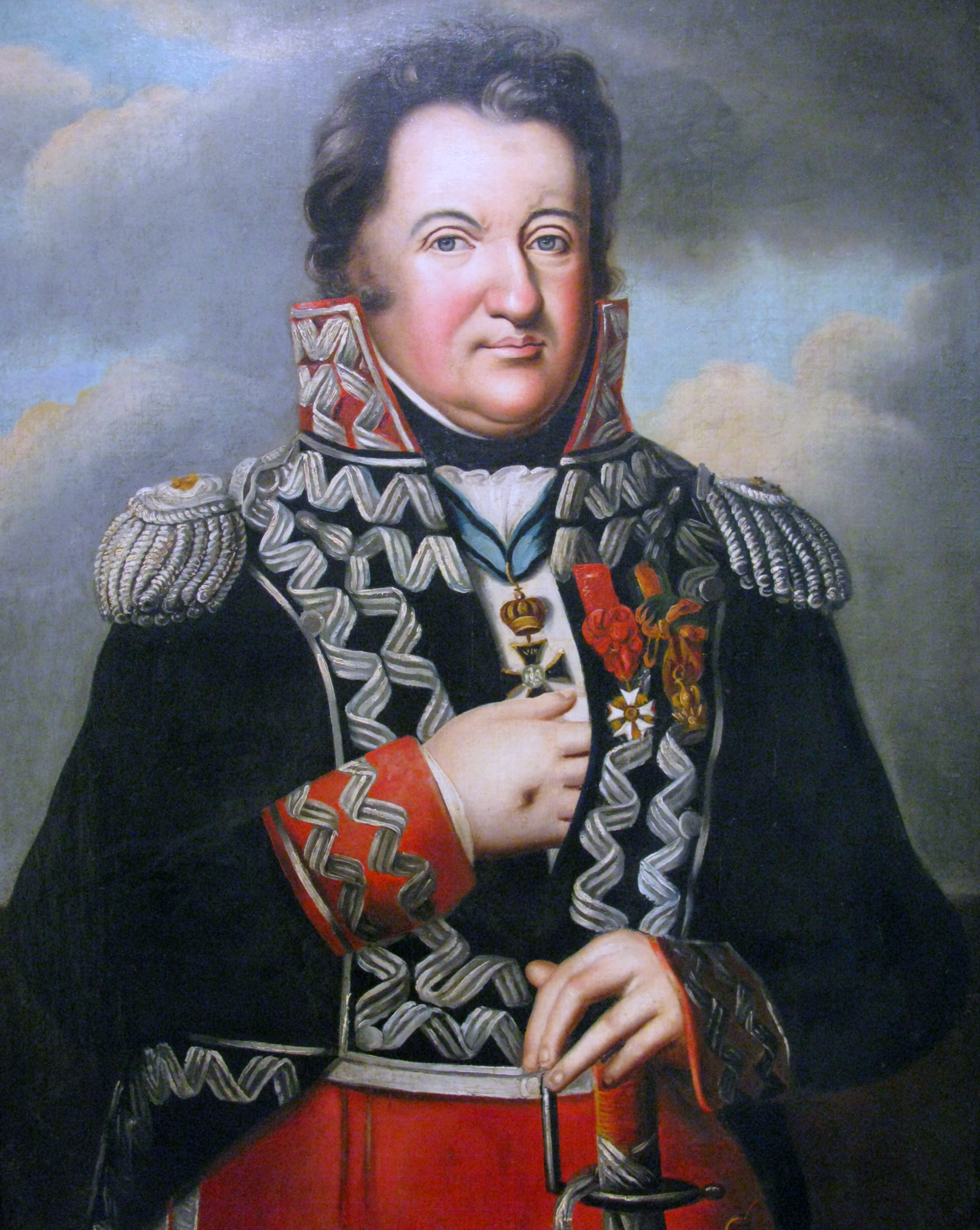
Jan Henryk Dąbrowski

Dąbrowski oddany został pod sąd departamentu wojskowego. Lud uprzedzony otaczał go nienawiścią; jak zwykle w rewolucji, do której gmin ciemny należy, dosyć aby jeden intrygant krzyknął: zdrada! – już tłuszcza wyrok pisze. Skoro Dąbrowski stanął w naszym departamencie, przemówiłem śmiało do tłumu, że chcąc pokonać nieprzyjaciela, trzeba nam szanować wojskowych i że na jednostronne zaskarżenie oficerami z talentami i charakterem nie można nagle potępiać [...] Na całą noc zaprzątnąłem się szczerze tą sprawą i znalazłszy ją jak najlepszą na stronę Dąbrowskiego, wygotowałem stosowną rezolucję, która go niewinnym i wielce użytecznym do służby krajowej ogłosiła [...] Tak szczęśliwym zdarzeniem przyłożyłem się do ocalenia sławy, a może i życia męża, który tylu pomyślności dla sławy i dobra kraju stał się z czasem początkiem.

Był to początek długoletniej przyjaźni Wybickiego i Dąbrowskiego, która zaowocowała wspólną pracą dla dobra kraju. Kiedy we wrześniu 1794 Kościuszko rozkazał Dąbrowskiemu wkroczyć do Wielkopolski, jednocześnie mianował Wybickiego pełnomocnikiem rządowym przy oddziałach Dąbrowskiego. Wcześniej, w sierpniu 1794, Wybicki zredagował tekst odezwy Kościuszki do Wielkopolan, kiedy w Wielkopolsce (od II rozbioru będącej pod panowaniem pruskim) również wybuchło powstanie. Zadaniem Wybickiego podczas wyprawy wielkopolskiej było też łagodzenie konfliktów pomiędzy Dąbrowskim a generałem Antonim Madalińskim, który dołączył do oddziałów Dąbrowskiego. Chociaż stosunki pomiędzy oboma generałami początkowo nie układały się najlepiej, Wybickiemu udało się doprowadzić ich do zgody, co tak opisał w swoich pamiętnikach:

Przeglądałem w tej niezgodzie wszystkie smutne dla sprawy publicznej wypadki, przy pierwszym się przeto widzeniu Madalińskiego z Dąbrowskim tak potrzebę ich jedności dla dobra Matki wspólnej wystawiłem, iż rozkwilony Madaliński ucałował Dąbrowskiego i wyrzekł: „Choć starszy z rangi generał, idę pod twoją komendę”.

Z korpusem Dąbrowskiego Wybicki przeszedł cały szlak bojowy w Wielkopolsce, przez Słupcę, Gniezno, gdzie mieszkańcy zgotowali Dąbrowskiemu i Wybickiemu entuzjastyczne przejęcie, Łabiszyn, pod którym doszło do potyczki z wojskami pruskimi, do Bydgoszczy, którą po krótkiej walce zajęto 3 października. Planowano jeszcze marsz na Pomorze, Wybicki wkroczył nawet do Świecia, klęska pod Maciejowicami zmusiła jednak Dąbrowskiego do przerwania kampanii i odwrotu w kierunku Warszawy.
Po upadku powstania i zajęciu Warszawy Wybicki przedostał się do Zamościa, gdzie potajemnie spotkał się z rodziną, po czym, ścigany pruskimi listami gończymi, musiał udać się na emigrację. Przez Lwów wyjechał do Tarnowa, stamtąd na podstawie paszportu wystawionego na inne nazwisko udał się do Pragi i następnie do Szwajcarii. W marcu 1795 w Bazylei uzyskał paszport i mógł wyjechać do Paryża, dokąd przybył 27 marca 1795.

### Pobyt w Paryżu. Utworzenie Legionów Polskich we Włoszech

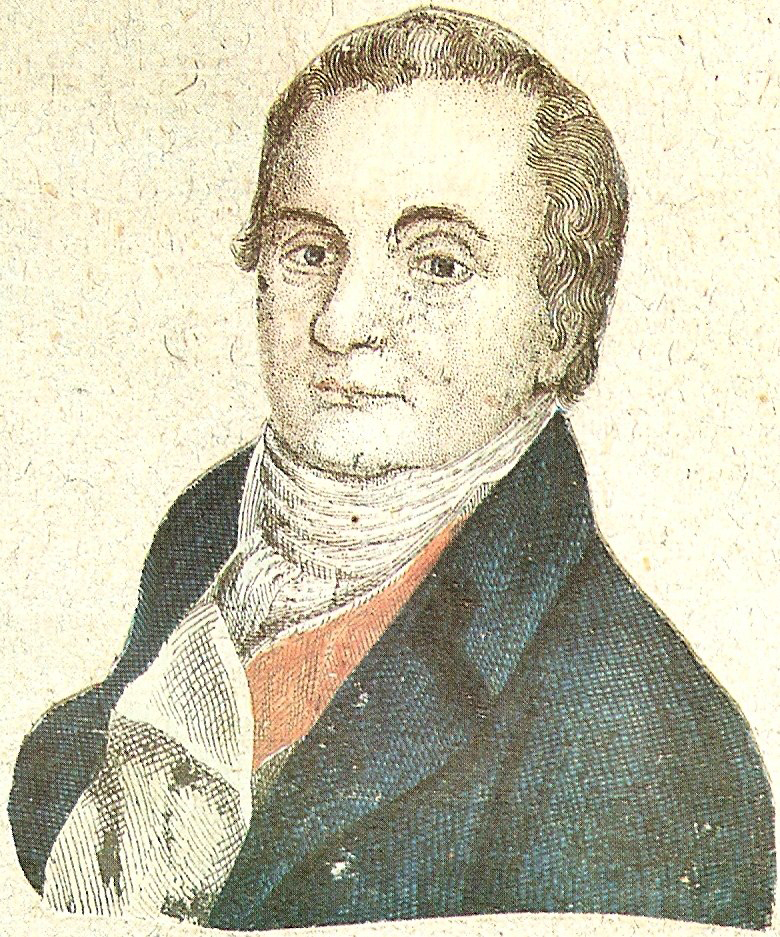
Józef Wybicki

Wybicki był jednym z wielu Polaków, którzy po upadku powstania kościuszkowskiego udali się na emigrację. Większość działaczy znalazła się w Paryżu, gdzie szybko podzielili się na stronnictwa odzwierciedlające niedawne podziały polityczne w kraju. Wybicki należał do konserwatywno-umiarkowanej Agencji, w której działali też Franciszek Barss i Józef Wielhorski, dążącej do odbudowy kraju w oparciu o zasady ustrojowe Konstytucji 3 maja. Początkowo współpracował też z radykalną Deputacją Polską, której celem były kontynuacja działalności spiskowej i ponowne wzniecenie powstania w kraju przy pomocy Francji i Turcji. Wybicki był jednym z 23 emigrantów powołujących Deputację, opracował też Myśli, będące swego rodzaju „aktem wiary” ruchu. Na skutek niesnasek politycznych pomiędzy emigrantami w lutym 1796 od Deputacji oddzielił się bardziej umiarkowany obóz Polscy Uchodźcy, stawiający na pomoc Francji, którego Wybicki, obok Barssa, był jednym z głównych działaczy.
Wybicki cały czas korespondował też z Dąbrowskim, zachęcając go do przyjazdu do Francji. Namowy te wkrótce zakończyły się sukcesem. W lutym 1796, a więc już po III rozbiorze Polski, po otrzymaniu kolejnego listu od Wybickiego, Dąbrowski zdecydował się na emigrację, wkrótce opuścił Polskę i po wielu perypetiach 30 września 1796 dotarł do Paryża. Z ramienia Agencji Dąbrowski natychmiast rozpoczął pertraktacje z francuskim Dyrektoriatem w sprawie utworzenia Legionów Polskich. Rozmowy te zakończyły się sukcesem, członkowie Dyrektoriatu obiecali Dąbrowskiemu dać listy polecające do Napoleona Bonaparte, który stacjonował wtedy w Mediolanie, z pozwoleniem na formowanie korpusu polskiego. Wiadomość ta wywołała powszechną radość wśród emigracji, radość, którą jednak przyćmiły kwestie finansowe. W swoich pamiętnikach Wybicki tak o tym pisał:

Nigdy nie byłem szczęśliwszy, jak gdy tę odpowiedź Dyrektoriatu Dąbrowski mi zakomunikował... Prócz może jakiej tajnej pojedynczej zazdrości powszechna między nami powstała radość, smuciło nas tylko, iż ani Dąbrowski, ani my nie mieliśmy na tę wyprawę do Włoch pieniędzy. Ubóstwo było powszechne...

Te problemy finansowe znalazły jednak nieoczekiwane rozwiązanie, kiedy Wybicki otrzymał z kraju od Dominika Dziewanowskiego darowiznę w wysokości 1000 czerwonych złotych na potrzeby ojczyzny; część z tej kwoty Wybicki przeznaczył na wyposażenie Dąbrowskiego. 2 grudnia 1796 Dąbrowski dotarł do Mediolanu. Chociaż Napoleon początkowo niechętnie zapatrywał się na kwestię utworzenia polskiego wojska, dzięki interwencji Antoniego Amilkara Kosińskiego u szefa sztabu Louis-Alexandre Berthiera, zaufanego Napoleona, przyszły cesarz wydał zgodę. 9 stycznia 1797 Dąbrowski podpisał z rządem Republiki Lombardzkiej umowę, kontrasygnowaną również przez Napoleona, o utworzeniu Legionów Polskich we Włoszech.

### Mazurek Dąbrowskiego
Po pomyślnym sfinalizowaniu zabiegów o utworzenie legionów, w którym miał też swój znaczny udział, Wybicki postanowił dołączyć do polskich oddziałów. Wyjechał z Paryża i 7 lipca 1797 dotarł do Reggio nell’Emilia, w którym kwaterował Dąbrowski i jego żołnierze. Wybicki był pod dużym wrażeniem patriotycznej atmosfery w mieście – w całym Reggio widać było polskie mundury i słychać polski język. Największe wrażenie wywarły jednak na nim zorganizowane przez władze miejskie uroczystości w dniu 16 lipca 1797 dla uczczenia przyłączenia Reggio do Republiki Cisalpińskiej, świeżo utworzonej w miejsce Republiki Lombardzkiej. Po przyjęciu na ratuszu i mszy w katedrze przez ulice miasta przemaszerowała defilada wojskowa, w której uczestniczyły też polskie oddziały legionowe. W tych okolicznościach Wybicki napisał słowa pieśni znanej obecnie jako Mazurek Dąbrowskiego – polski hymn narodowy.
Dokładna data i okoliczności napisania i pierwszego wykonania Mazurka Dąbrowskiego, pierwotnie znanego jako Pieśń Legionów Polskich we Włoszech, nie są pewne i są przedmiotem sporów wśród historyków. Według Wojciecha Podgórskiego było to:

...między 16 a 19 lipca 1797 r. – pod wpływem pierwszego wzruszenia, jakie opanowało Wybickiego na widok polskich mundurów, orłów, sztandarów – powstały strofy żołnierskiego wyznania wiary: Jeszcze Polska nie umarła

Podobnego zdania jest np. Jan Pachoński i inni badacze. Według Bronisława Bilińskiego pieśń musiała jednak powstać wcześniej – między 10 a 15 lipca, a wskazywać mogą na to ustalenia XIX-wiecznego badacza Mazurka, Wojciecha Sowińskiego, który twierdził, że:

...na specjalnym zebraniu starszyzny legionowej w Reggio w lipcu 1797 r. w nastroju radosnego oczekiwania, odśpiewał Wybicki „Pieśń”.

Według Bronisława Bilińskiego owo zebranie starszyzny legionowej mogło odbyć się 14 lub 15 lipca – w rocznicę zburzenia Bastylii, pieśń musiała więc powstać wcześniej.
Nie jest też wiadomy moment pierwszego publicznego wykonania Mazurka na ulicach Reggio. Według Juliusza Willaume mogło to nastąpić już 16 lipca, podczas defilady. Inni naukowcy przyjmują dzień 20 lipca, kiedy to przy okazji pożegnania legionów w mieście generał Dąbrowski zasadził na Piazza Piccolo w Reggio pamiątkowe drzewko wolności. Pierwszym wykonawcą mógł być sam Wybicki, który śpiewał sam lub z grupą żołnierzy. Pewne jedynie jest to, że pieśń z miejsca zyskała ogromną popularność i była chętnie śpiewana przez legionistów.
Obecnie obowiązujący tekst Mazurka Dąbrowskiego różni się od oryginalnej wersji Wybickiego:

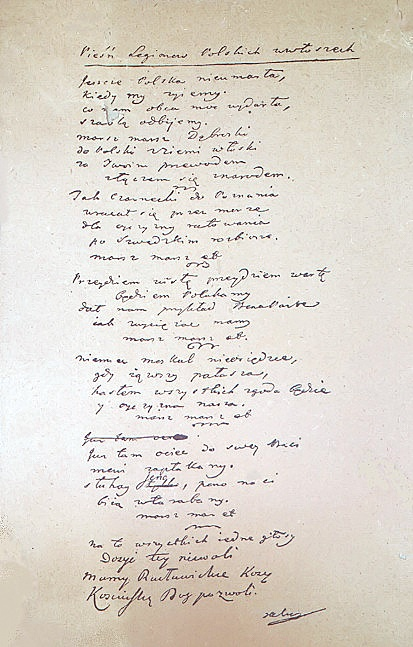
Faksymile rękopisu Mazurka Dąbrowskiego Józefa Wybickiego

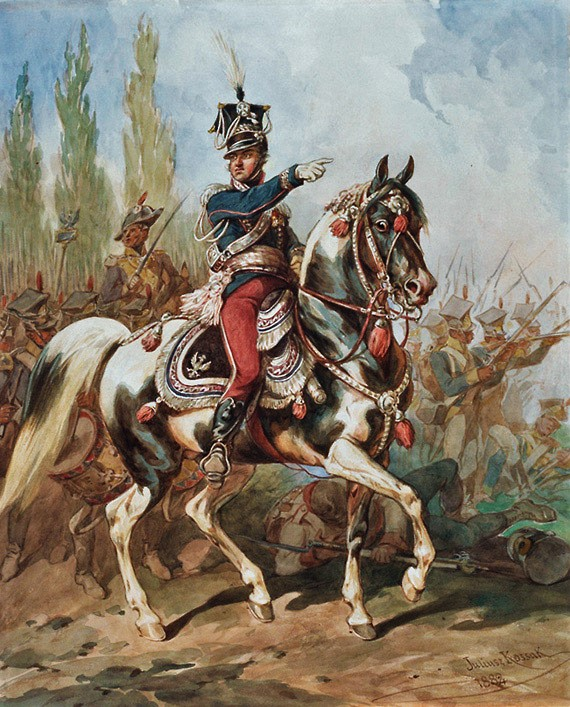
Jan Henryk Dąbrowski na czele Legionów, mal. Juliusz Kossak

| Aktualnie obowiązujący tekst | Wersja oryginalna Wybickiego |
| --- | --- |
| Jeszcze Polska nie zginęła, Kiedy my żyjemy. Co nam obca przemoc wzięła, Szablą odbierzemy. Marsz, marsz Dąbrowski, Z ziemi włoskiej do Polski. Za twoim przewodem Złączym się z narodem. Przejdziem Wisłę, przejdziem Wartę, Będziem Polakami. Dał nam przykład Bonaparte, Jak zwyciężać mamy. Marsz, marsz... Jak Czarniecki do Poznania Po szwedzkim zaborze, Dla ojczyzny ratowania Wrócim się przez morze. Marsz, marsz... Już tam ojciec do swej Basi Mówi zapłakany – Słuchaj jeno, pono nasi Biją w tarabany. Marsz, marsz... | Jeszcze Polska nie umarła, kiedy my żyjemy. Co nam obca moc wydarła, szablą odbijemy. Marsz, marsz, Dąbrowski do Polski z ziemi włoski za Twoim przewodem złączem się z narodem. Jak Czarniecki do Poznania wracał się przez morze dla ojczyzny ratowania po szwedzkim rozbiorze. Marsz, marsz, Dąbrowski... Przejdziem Wisłę przejdziem Wartę będziem Polakami dał nam przykład Bonaparte jak zwyciężać mamy. Marsz, marsz, Dąbrowski... Niemiec, Moskal nie osiędzie, gdy jąwszy pałasza, hasłem wszystkich zgoda będzie i ojczyzna nasza. Marsz, marsz, Dąbrowski... Już tam ojciec do swej Basi mówi zapłakany: „słuchaj jeno, pono nasi biją w tarabany.” Marsz, marsz, Dąbrowski... Na to wszystkich jedne głosy: „Dosyć tej niewoli mamy Racławickie Kosy, Kościuszkę, Bóg pozwoli.” |

### Z Legionami Polskimi we Włoszech. Ponowna utrata nadziei na niepodległość

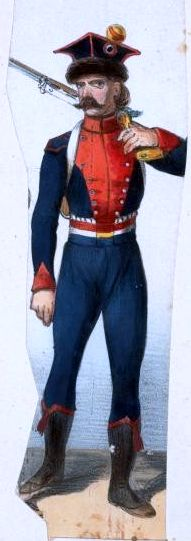
Polski legionista we Włoszech

Po opuszczeniu Reggio przez oddziały Dąbrowskiego Wybicki pozostał z Legionami, prowadząc między innymi pracę wychowawczą wśród żołnierzy i kierując w głównej kwaterze w Mediolanie komisją rozpatrującą prośby o przyjęcie do Legionów. W październiku 1797 znowu połączył się z Dąbrowskim, którego oddziały walczyły pod Mestre i Motto. Razem z dowódcą dokonywał przeglądów żołnierzy wyruszających w bój, docierał do przednich straży, rozmawiał z legionistami. Potem wyjechał do Mediolanu, gdzie 17 listopada 1797 doprowadził do podpisania nowego układu pomiędzy Legionami a Republiką Cisalpińską (poprzednia umowa z Republiką Lombardzką utraciła ważność, ponieważ republika ta została wchłonięta przez Republikę Cisalpińską). Legioniści i Wybicki nie uniknęli też wplątania w międzynarodowe i wewnętrzne intrygi polityczne na terenie Włoch. Francuzi poufnie zachęcali Dąbrowskiego do marszu na Państwo Kościelne, by potem odżegnywać się od jego działań i grozić rozwiązaniem Legionów. Sam Wybicki wyjechał do Rzymu w kwietniu 1798, tam objął opiekę nad tworzącą się legią rzymską Władysława Jabłonowskiego, skonfliktowanego z Dąbrowskim, usiłując utrzymać legiony pod wspólnym dowództwem. Sytuacja była tym trudniejsza, że w sierpniu w Rzymie i całym Państwie Kościelnym wybuchły walki, w których legioniści ponieśli duże straty. Od września 1798 do stycznia 1799 Wybicki ponownie przebywał w kwaterze głównej w Mediolanie, potem znowu towarzyszył oddziałom podczas walk we Włoszech.
W 1799 sytuacja militarna stawała się niekorzystna dla Francuzów i walczących z nimi wojsk polskich, dlatego też w maju tego roku Wybicki wyjechał do przygranicznego miasta francuskiego Chambéry, gdzie przed nacierającymi wojskami austriackimi i korpusem Suworowa schronił się też rząd Republiki Cisalpińskiej, potem do Genewy i wreszcie na początku 1800 powrócił do Paryża.
W maju 1800, po raz pierwszy od czasów powstania, spotkał się z Kościuszką, który w 1797 powrócił z Ameryki. Wybicki korespondował z nim jeszcze podczas pobytu we Włoszech, teraz często odbywał z nim narady, wspólnie przygotowywali memoriały dla francuskich generałów i ministrów. Starania o posunięcie sprawy polskiej do przodu na arenie międzynarodowej zakończyły się jednak niepowodzeniem – podpisany 9 lutego 1801 pokój w Lunéville nie uwzględniał interesów Polski.
W tej sytuacji Wybicki postanowił opuścić Paryż i przenieść się do Prus. Władze pruskie nie zezwoliły mu na powrót do Manieczek, gdzie wciąż mieszkała jego rodzina, udzieliły mu jednak amnestii, Wybicki mógł więc osiąść najpierw we Wrocławiu, później w Dreźnie. We Wrocławiu dołączyli do niego synowie Łukasz i Józef, mógł się więc zająć ich edukacją. Z resztą rodziny spotkał się dopiero w maju 1806 w Wyganowie na ślubie córki Teresy, która wychodziła tam za mąż za Floriana Rożnowskiego. Było to pierwsze spotkanie Wybickiego z rodziną po 12 latach.

### Powstanie wielkopolskie 1806

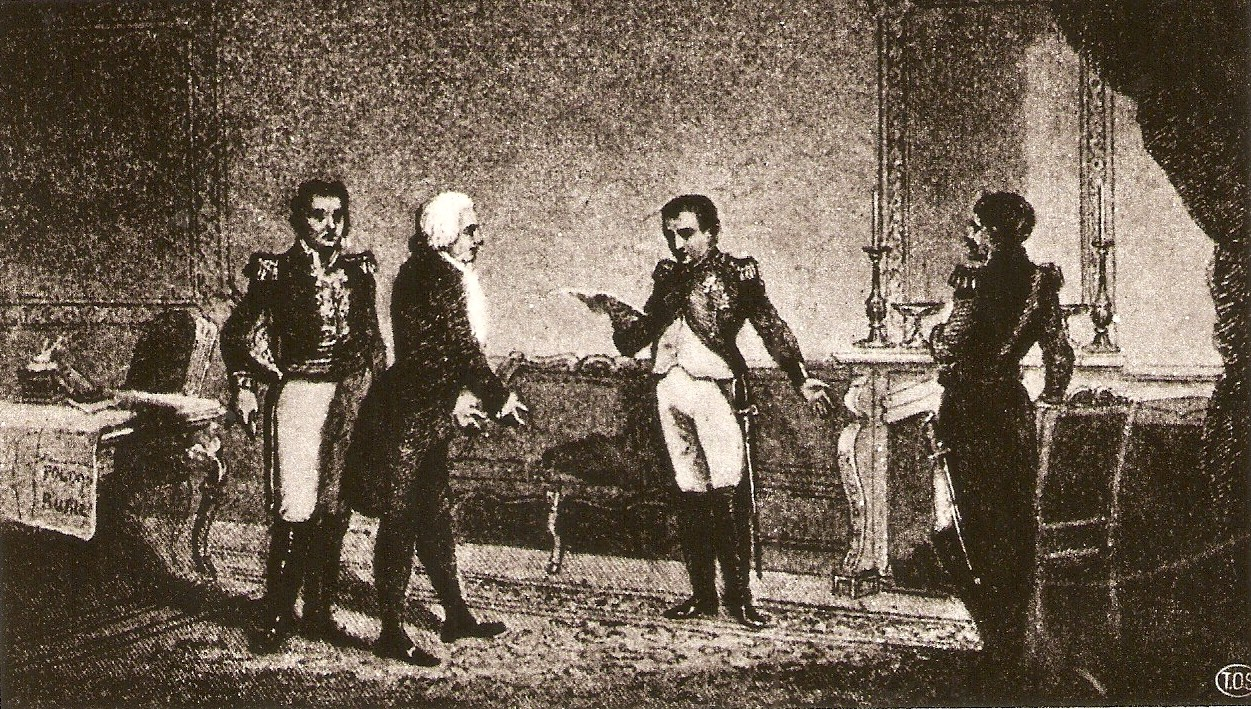
Spotkanie Dąbrowskiego (pierwszy z lewej) i Wybickiego (drugi z lewej) z Napoleonem w Berlinie w 1806

Tymczasem w październiku 1806 doszło do wybuchu wojny francusko-pruskiej (IV koalicja antyfrancuska) i Napoleon znowu zaczął myśleć o skorzystaniu z siły zbrojnej polskiego żołnierza. Zaraz po wybuchu wojny cesarz wezwał Dąbrowskiego i w rozmowie z nim polecił wezwać Wybickiego. Dąbrowski wysłał list do przyjaciela, pisząc:

Cesarz miał długą ze mną rozmowę. Idzie tutaj o egzystencję kraju naszego. Przybywaj! Obecność twoja jest tu nam potrzebna.

Wybicki tymczasem opuścił Drezno i podążał na Śląsk. Kilkanaście mil za stolicą Saksonii adiutant marszałka Davouta, Florian Kobyliński, doręczył mu list i ściągnął go do kwatery gen. Dąbrowskiego w Berlinie. Tam 3 listopada 1806 doszło do rozmów Wybickiego i Dąbrowskiego z Napoleonem, podczas których Napoleon obiecał przywrócić Polsce niepodległość, wypowiadając przy tym słynne zdania:

Na niepodległość trzeba sobie zasłużyć! Obaczę, jeżeli Polacy godni są być narodem.

Tego samego dnia na polecenie Napoleona powstała odezwa (podpisali się pod nią Dąbrowski i Wybicki, rzeczywistym autorem odezwy był jednak Wybicki), wzywająca Polaków z Poznańskiego (będącego wtedy pod zaborem pruskim) do powstania.

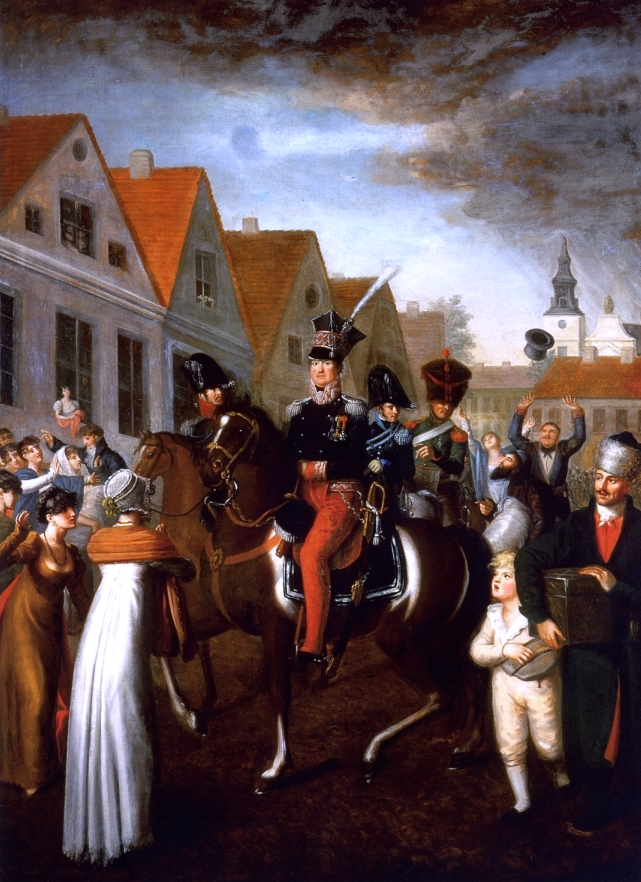
Wjazd Jana Henryka Dąbrowskiego do Poznania, mal. Jan Gładysz

Pierwsze wojska francuskie (był wśród nich adiutant Dąbrowskiego Maurycy Hauke) wkroczyły do Poznania już 3 listopada. 6 listopada przyjechali też Dąbrowski z Wybickim, wywołując w mieście ogromny entuzjazm. W relacji z tego dnia można przeczytać:

Dąbrowski z Wybickim zbliżali się wolno powozem [...] Powóz generalski poprzedzali już gońcy, rozrzucający wspomnianą proklamację do Narodu [...] Mimo dżdżystej pogody listopadowej na drogach podmiejskich witały ich tłumy, a entuzjazm stawał się coraz większy, im bliżej byli miasta [...] Dąbrowski i Wybicki słyszą znane sobie słowa: „Przejdziem Wisłę, przejdziem Wartę, będziem Polakami!” Tak, to lud śpiewa, a z jego oczu płyną łzy szczęścia, radości.

Obaj generałowie zamieszkali w pałacu Mielżyńskich. Następnego dnia, 7 listopada, Dąbrowski wydał odezwę do mieszkańców miasta, wkrótce w całym regionie (również w Kaliskiem i na ziemi sieradzkiej) wybuchło powstanie, zakończone klęską wojsk pruskich. Dąbrowski zajął się organizacją sił zbrojnych na wyzwolonych terenach, Wybicki natomiast przede wszystkim reorganizacją administracji: powołał nowego prezesa rejencji i prezesa administracji, pozostawiając też jednak na stanowiskach wielu pruskich urzędników. 27 listopada do Poznania przybył też Napoleon, który 28 listopada polecił Wybickiemu wyjechać do Warszawy w celu pokierowania tam tworzeniem nowej administracji, podobnie jak w Poznaniu.

### Lata Księstwa Warszawskiego

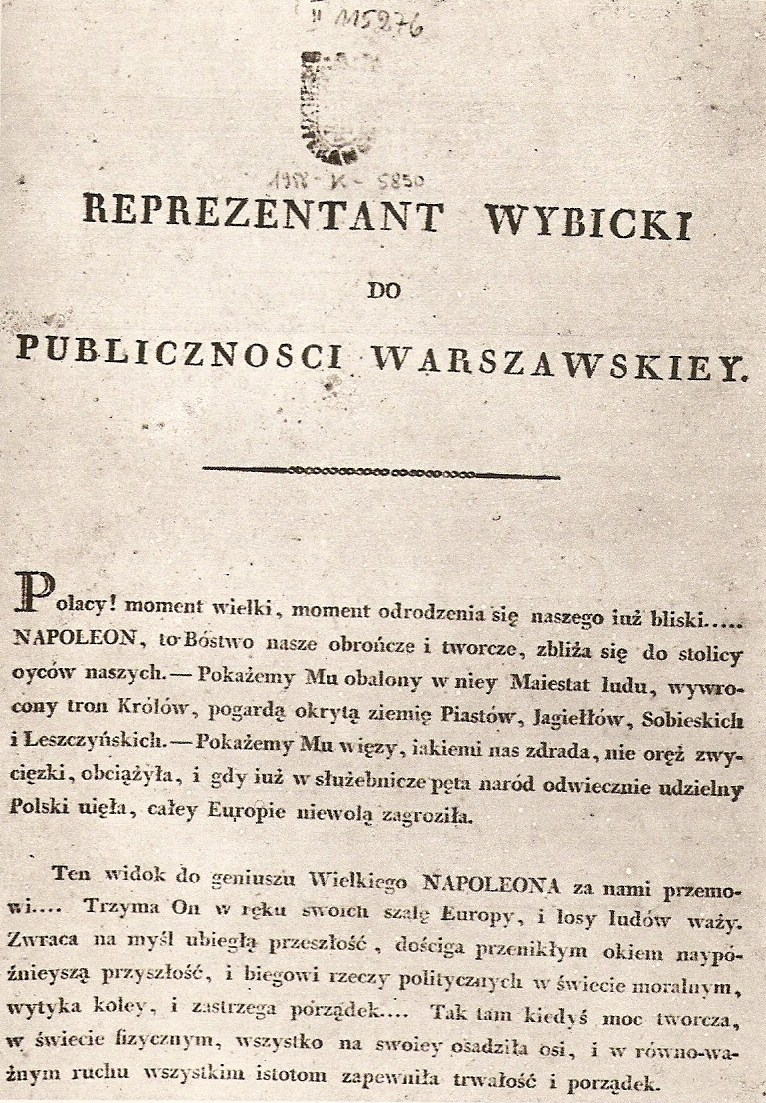
Odezwa Wybickiego do mieszkańców Warszawy w 1806

W Warszawie, dokąd wyjechał z Poznania 29 listopada 1806, Wybicki znowu zajął się pracą administracyjną. W styczniu 1807 wszedł w skład Komisji Rządzącej, tymczasowego rządu utworzonego wkrótce potem Księstwa Warszawskiego. Współpracując również z marszałkiem Francji Joachimem Muratem, decydował w sprawie obsady stanowisk rządowych, dbał o sprawy aprowizacji, a 18 marca 1807 został oddelegowany do Płocka jako pełnomocnik Komisji Rządzącej na prawym brzegu Wisły. Do czerwca zajmował się tam sprawami administracji i policji, do jego zadań należało jednak przede wszystkim zaopatrzenie całej stacjonującej tam Wielkiej Armii. Stanowisko to było bardzo odpowiedzialne, ponieważ od pracy Wybickiego zależało zwycięstwo w wojnie francusko-pruskiej, która po zimowej przerwie wybuchła na nowo wiosną 1807. Dzięki dobrej pracy i zaangażowaniu zyskał przychylność Napoleona, który chciał go wynagrodzić nadaniem dóbr państwowych, proponując je jako rekompensatę w zamian za majątek w Wielkopolsce, skonfiskowany przez Prusaków. Wybicki nie wyraził jednak na to zgody i prosił tylko o zwrot swojej własności. Napoleon spełnił tę prośbę i 5 czerwca 1807 na mocy cesarskiego dekretu zwrócono Wybickiemu Manieczki, Przylepki, Boreczek i Esterpole pod Śremem. W swoich pamiętnikach Wybicki pisał o tym następująco:

Tak to przez nieprzewidziane środki Opatrzności wróciłem się z żoną i dziećmi do mej fortunki, którą dla przywiązania mego do Ojczyzny straciłem. Gdy się atoli ta wiadomość rozeszła, iż ja nie przyjąłem od cesarza dóbr narodowych w zamian ze swoje, Francuzi szydzili z takiego patriotyzmu; być inaczej nie mogło; ludzie zupełnie zdemoralizowani i tylko bogactw w jaki bądź sposób nabytych chciwi, nie mogli pojąć, jak Polak mógł pogardzić swym zyskiem w bojaźni pokrzywdzenia fortuny narodowej

Wybicki nie chciał też przyjąć oferowanej mu przez cesarza stałej pensji w wysokości 6000 franków rocznie, uczynił to dopiero na polecenie wielkiego księcia Fryderyka Augusta.

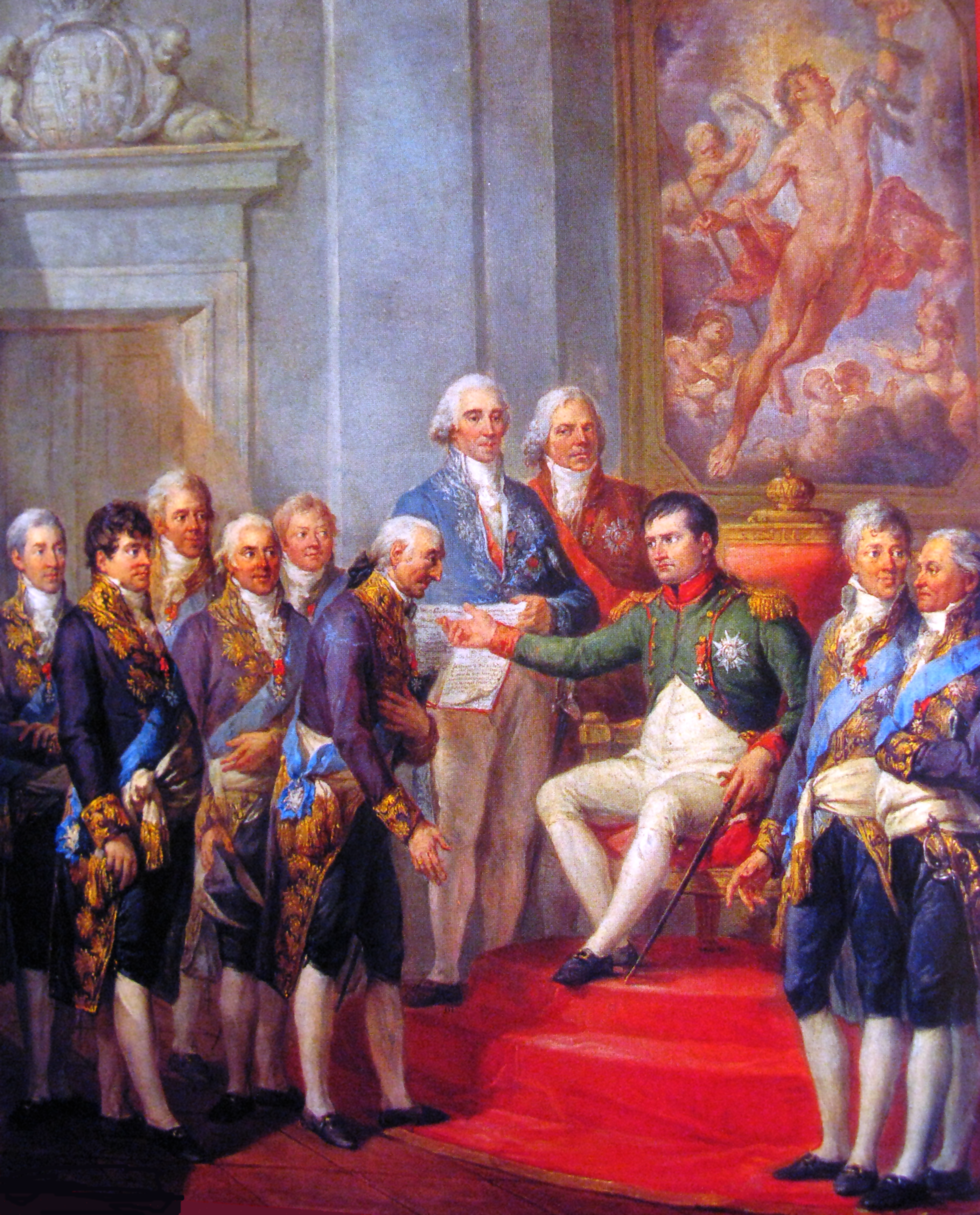
Napoleon nadaje konstytucję Księstwu Warszawskiemu. Na obrazie Marcella Bacciarellego jako pierwszy z prawej jest przedstawiony Wybicki

Po krótkim pobycie w Manieczkach Wybicki powrócił do Warszawy, skąd w lipcu 1807 z delegacją Komisji Rządzącej wyjechał do Drezna. Tam Napoleon oficjalnie poinformował go o utworzeniu Księstwa Warszawskiego, a 22 lipca w Dreźnie był świadkiem nadania księstwu przez Napoleona konstytucji. Podczas uroczystości Wybickiego spotkał też osobisty zaszczyt: został udekorowany przez cesarza złotym krzyżem Orderu Legii Honorowej. Z powrotem w Warszawie, od wielkiego księcia Fryderyka Augusta otrzymał też Order Orła Białego (wcześniej, już w 1793, został kawalerem Orderu Świętego Stanisława). Wreszcie 21 listopada 1807 otrzymał też urząd senatora wojewody.
Rok 1808 Wybicki spędził częściowo w Manieczkach, gdzie po sporze sądowym ostatecznie odzyskał Manieczki od zarządzającego nimi do tej pory pruskiego generała von Zastrow, częściowo na pracy w Warszawie. W kwietniu 1809 wybuchła wojna polsko-austriacka i Wybicki musiał stawić czoła kolejnemu zagrożeniu dla bytu państwa polskiego. Został mianowany namiestnikiem na Wielkopolskę i szybko przystąpił do działań. W Poznaniu powołał wojsko pod broń, mianował gen. Antoniego Amilkara Kosińskiego dowódcą wojsk departamentu poznańskiego i zajął się przygotowywaniem regionu, do którego już wkroczyli Austriacy, do obrony. 11 maja powitał w Poznaniu Dąbrowskiego z jego oddziałami, który przybył na odsiecz Wielkopolsce, działania wojsk i miejscowych powstańców jeszcze w tym samym miesiącu doprowadziły do usunięcia Austriaków z Wielkopolski.
Ostatnie lata działalności Wybickiego w Księstwie Warszawskim nie są dobrze znane. Wiadomo jedynie, że od lipca 1809 dużo czasu spędzał w Manieczkach, oddając się pracy w gospodarstwie i twórczości literackiej, coraz częściej myślał o zrzeczeniu się funkcji publicznych. Nadciągała jednak wojna z Rosją. 30 maja 1812 Wybicki po raz kolejny witał w Poznaniu Napoleona, później wyjechał na posiedzenie sejmu do Warszawy.

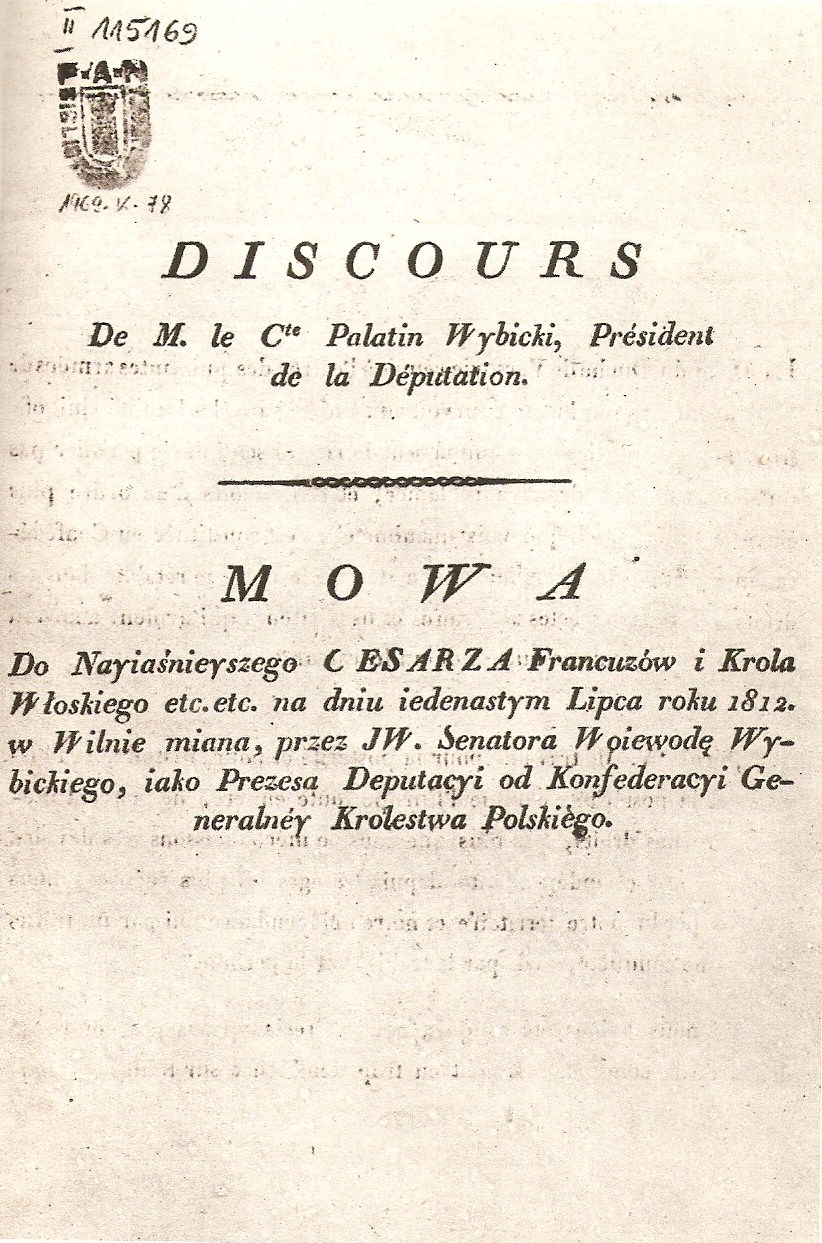
Mowa wygłoszona przez Wybickiego do Napoleona w Wilnie w lipcu 1812

28 czerwca 1812, po rozpoczęciu wojny z Rosją, z inicjatywy Wybickiego i innych patriotów, sejm ogłosił Konfederację Generalną Królestwa Polskiego. 11 lipca w Wilnie doszło do spotkania deputacji Rady Generalnej Konfederacji pod przewodnictwem Wybickiego z Napoleonem, Polacy nie uzyskali jednak od cesarza jednoznacznej obietnicy przywrócenia Królestwa Polskiego w granicach przedrozbiorowych.
Po powrocie do stolicy dowiedział się, że tego samego dnia, kiedy on rozmawiał z Napoleonem (11 lipca), w Manieczkach zmarł jego starszy syn Łukasz, który chorował jeszcze od czasu odniesienia ran podczas bitwy pod Wagram w 1809. Był to ciężki cios dla Wybickiego, który, jak zanotował współczesny:

...niegdyś wesołego humoru, pełen dowcipów, żarcików, odtąd stetryczał, zesmutniał, a nawet, jak wówczas powiadano, trochę zdziwaczał. Ten syn bowiem poniósł ze sobą wszystkie jego nadzieje do grobu.

Klęska wojsk Napoleona w Rosji oznaczała fiasko wszystkich planów odrodzenia państwa polskiego. Nie udało się dokładnie ustalić, co Wybicki robił w czasie odwrotu i zajmowania Księstwa Warszawskiego przez wojska rosyjskie i pruskie, wiadomo jedynie, że ścigany przez władze pruskie, które wyznaczyły nagrodę 1000 talarów za jego głowę, uciekł na zachód. Na scenie historycznej ponownie pojawił się dopiero podczas oblężenia Głogowa w 1813/1814, gdzie przebywał razem z wojskami francuskimi w oblężonej twierdzy. Jeszcze przed kapitulacją postanowił mu pomóc gen. Antoni Gorzeński, który zwrócił się do księcia Adama Jerzego Czartoryski, aby ten wstawił się za nim do cara Aleksandra I. Car spełnił prośbę, po jego interwencji na dworze pruskim Wybicki już nie musiał obawiać się kary.

### Okres Królestwa Polskiego. Ostatnie lata życia

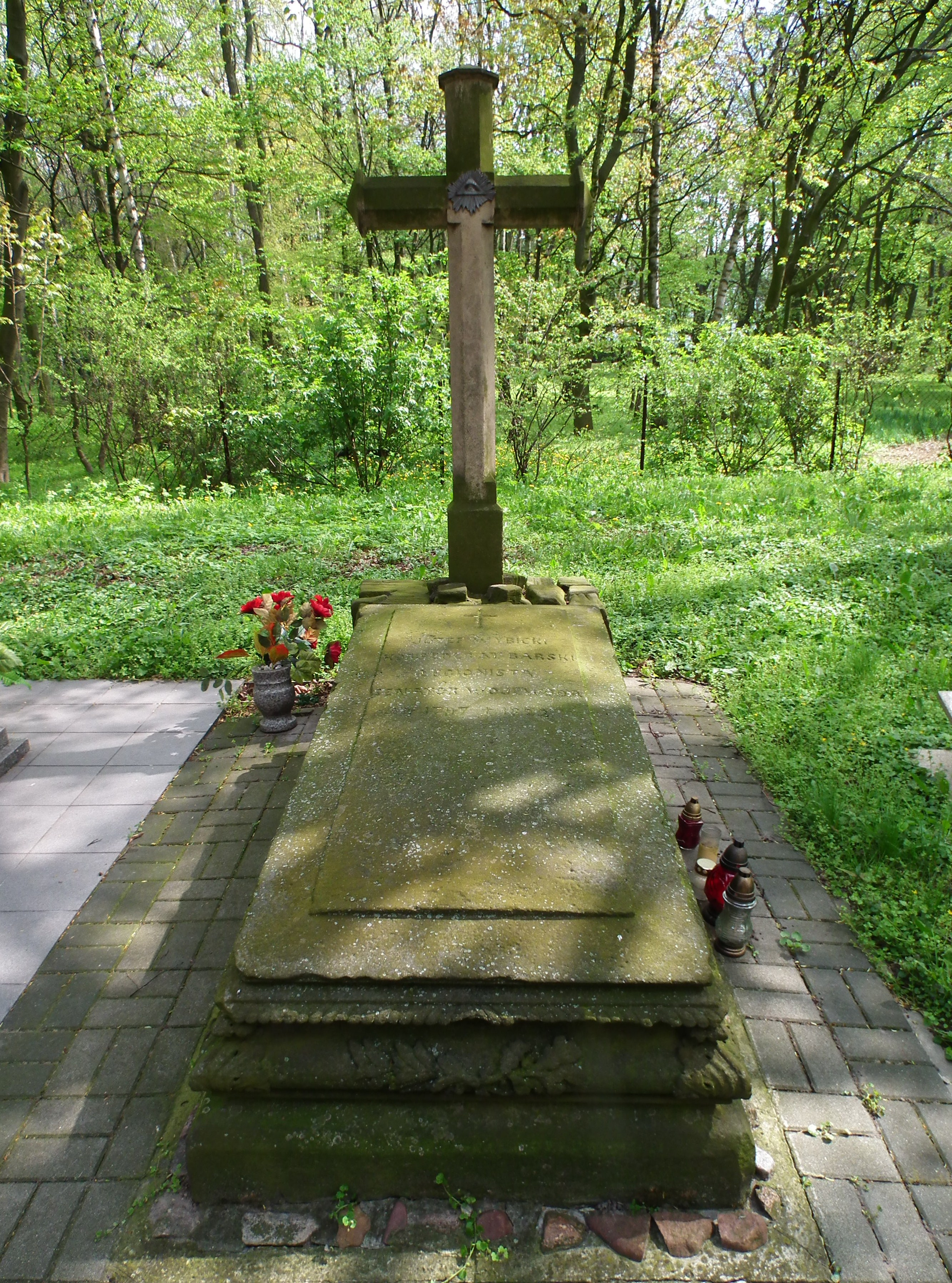
Pusty grób Józefa Wybickiego przy kościele św. Katarzyny w Brodnicy koło Śremu

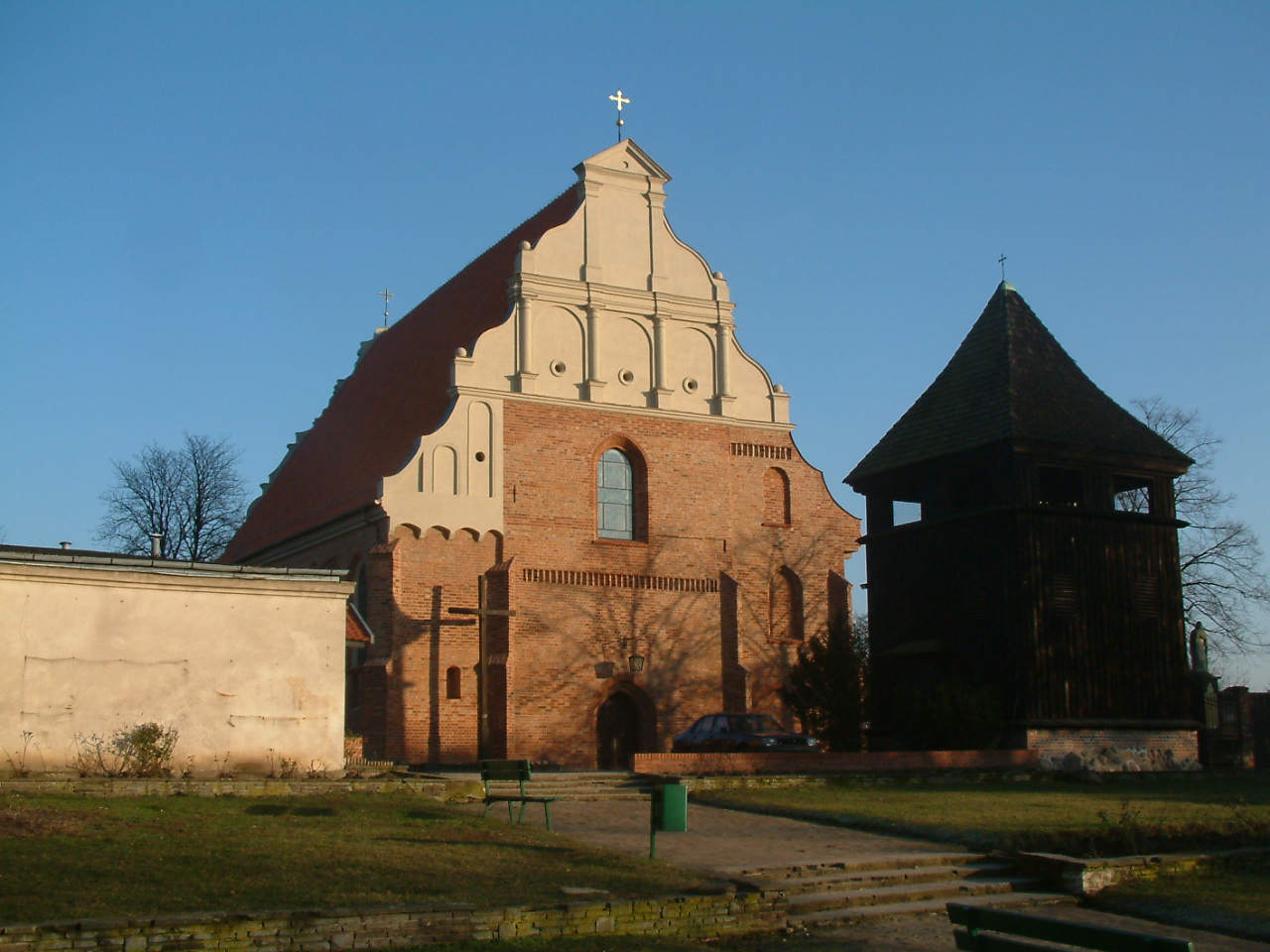
Kościół św. Wojciecha w Poznaniu, w którego podziemiach jest obecnie pochowany Wybicki

Na mocy postanowień kongresu wiedeńskiego zachodnia część Wielkopolski z majątkiem Wybickiego znalazła się w granicach państwa pruskiego. 1 czerwca 1815 do Poznania przybył pierwszy pruski prezes prowincji Joseph von Zerboni di Sposetti, który zapewnił Wybickiego, że nie musi się obawiać żadnych konsekwencji z powodu swojej wcześniejszej działalności. 8 czerwca Wybicki wziął nawet udział w bankiecie w Poznaniu, na którym razem z Ksawerym Działyńskim wzniósł toast za pomyślność nowych władz (prawdopodobnie uczynił to z wyrachowania, chcąc zabezpieczyć swój majątek w Manieczkach), ale nie pojawił się na uroczystości homagium 3 sierpnia 1815, na której szlachta wielkopolska składała przysięgę królowi pruskiemu.
Większe nadzieje wiązał z Królestwem Polskim pod berłem Aleksandra I, którego uważał za światłego monarchę a nową konstytucję Królestwa za bardzo liberalną. Władze Królestwa Polskiego również chętnie widziały go w swoim składzie – do przyjazdu zapraszali go Stanisław Kostka Potocki i książę Adam Jerzy Czartoryski. W czerwcu 1816 wyjechał do Warszawy, 6 lipca 1816 został prezesem Delegacji Administracyjnej Królestwa, a 25 listopada 1817 prezesem Sądu Najwyższego Królestwa Polskiego, osiągając tym samym najwyższą godność w swoim życiu. Funkcję tę pełnił jedynie trzy lata, pod koniec 1820 złożył wniosek o zwolnienie go z tej funkcji. Prośbę motywował złym stanem zdrowia, rzeczywiste powody były jednak inne: w 1820 Wybickiego powołano do Deputacji Prawodawczej, której zadaniem było opracowanie nowego kodeksu karnego i kodeksu cywilnego. Wybicki opowiadał się m.in. za utrzymaniem instytucji rozwodów, czym naraził się na ostrą krytykę Kościoła, który żądał odwołania go ze stanowiska. Reakcja ta spowodowała z kolei oburzenie bardziej liberalnych warstw społeczeństwa, car przychylił się jednak do prośby Wybickiego o dymisję i 4 września 1821 został on zwolniony z zajmowanej funkcji.
Po dymisji 74-letni Wybicki powrócił z Warszawy do swojego majątku w Manieczkach, gdzie spędził ostatnie miesiące życia. Zmarł nagle 10 marca 1822 w Manieczkach (według ksiąg parafialnych na atak febry), został pochowany przy kościele św. Katarzyny w Brodnicy koło Śremu, w skromnej mogile, w której już w 1812 pochowano jego syna Łukasza. W 1824 w tej samej mogile spoczęła też jego żona Estera. 11 października 1923 dokonano ekshumacji zwłok Wybickiego, po czym przewieziono je do Poznania i 14 października, razem ze szczątkami Antoniego Amilkara Kosińskiego i Andrzeja Niegolewskiego, innych uczestników wojen napoleońskich, uroczyście pochowano w krypcie Zasłużonych Wielkopolan w podziemiach kościoła św. Wojciecha w Poznaniu, na tzw. „Skałce Poznańskiej”.

## Upamiętnienie

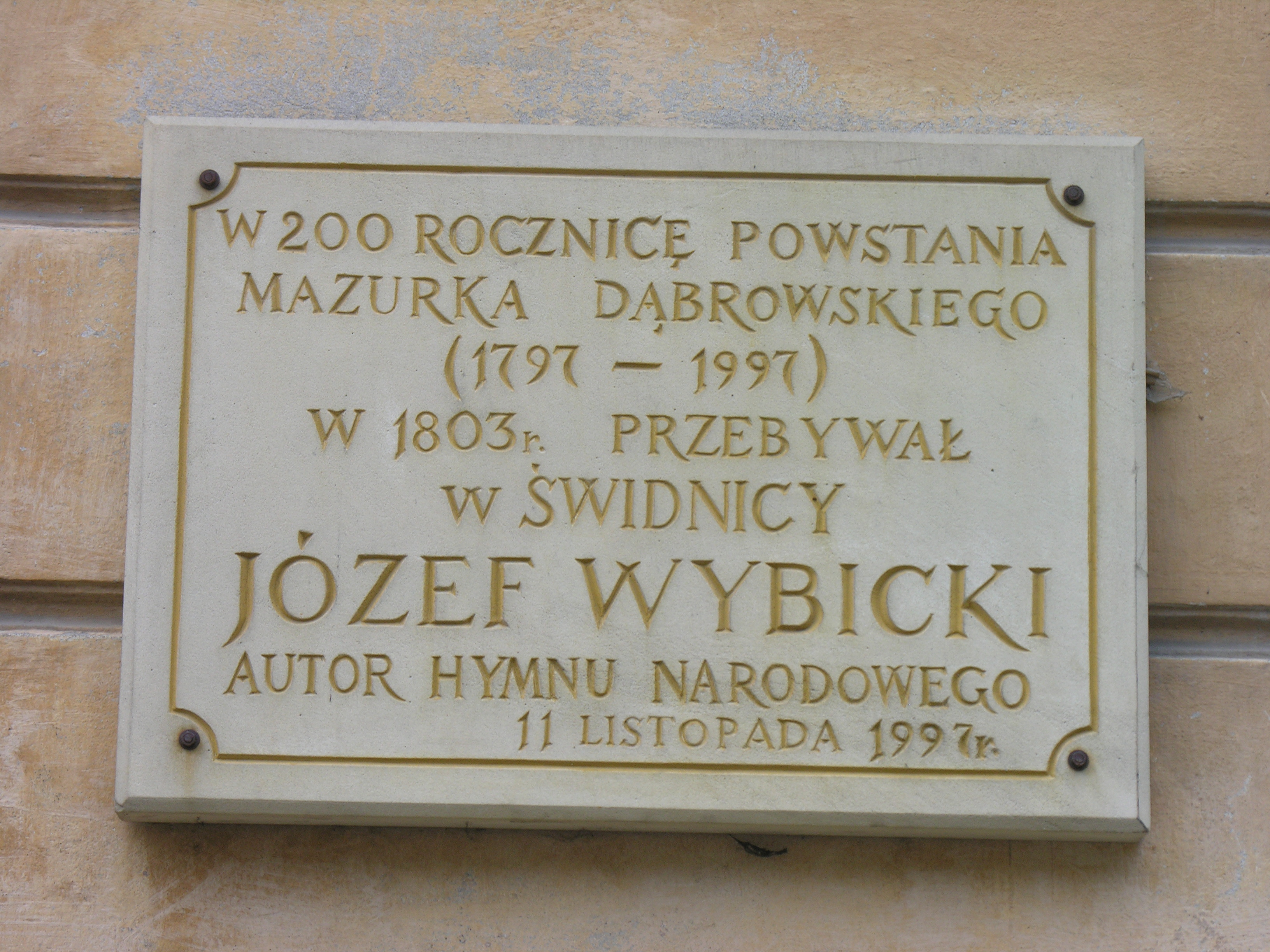
Tablica upamiętniająca pobyt Józefa Wybickiego w Świdnicy

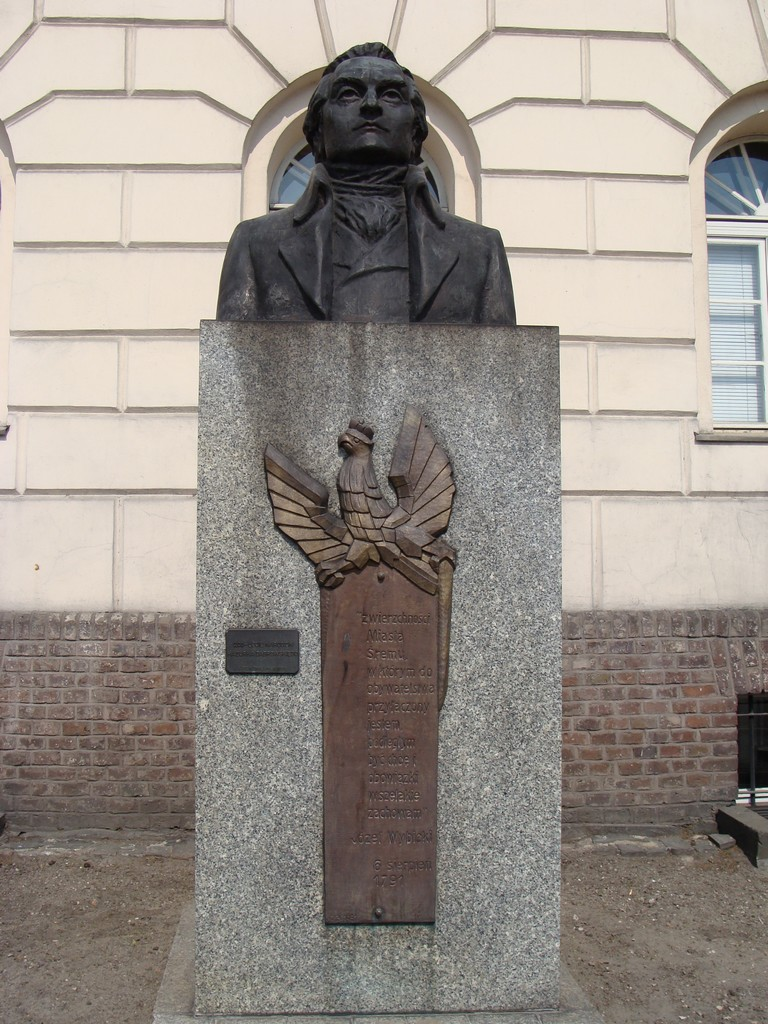
Pomnik w Śremie przed ratuszem

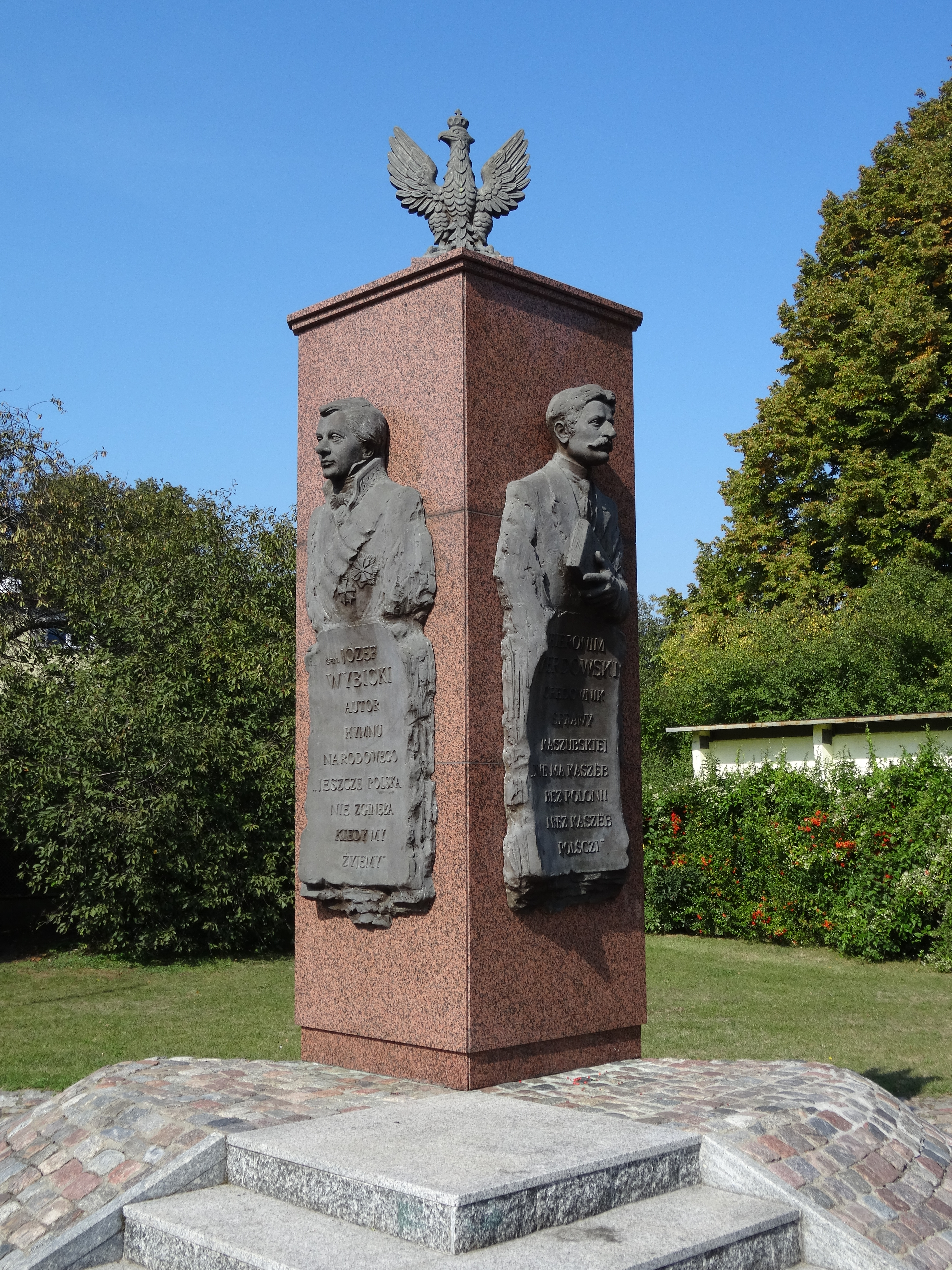
Pomnik Józefa Wybickiego i Hieronima Derdowskiego w Rumi

Okoliczności życia Wybickiego sprawiły, że jego pamięć jest szczególnie czczona w dwóch regionach Polski: na Pomorzu Gdańskim, gdzie się urodził i spędził swoje młode lata, i w Wielkopolsce, gdzie mieszkał z przerwami od 1780 i zajmował się działalnością publiczną.
W dworze w Będominie, miejscu urodzenia Wybickiego, od 1978 działa Muzeum Hymnu Narodowego, oddział Muzeum Narodowego w Gdańsku. Muzeum prezentuje dwie wystawy stałe: „Józef Wybicki i jego czasy” oraz „Losy Mazurka Dąbrowskiego”, organizuje też wystawy czasowe oraz imprezy sportowe i plenerowe: „Bieg Mazurka Dąbrowskiego”, „Majówka z generałem Józefem Wybickim” i „Batalię napoleońską”.
W pałacu w Margońskiej Wsi koło Margonina, gdzie Wybicki w 1773 poślubił Kunegundę Drwęską i gdzie mieszkali razem do tragicznej śmierci żony, znajdowała się Izba Pamięci Józefa Wybickiego. Pałac został sprzedany w prywatne ręce, izba pamięci zlikwidowana, a pamiątki przekazane do Izby Muzealnej w Margoninie.
Izba Pamięci Józefa Wybickiego znajduje się również w Zespole Szkół w Parkowie.
Dwór w Manieczkach, w którym mieszkał Wybicki z rodziną, już nie istnieje. Obecny dwór został wybudowany w 1894 przez późniejszych właścicieli majątku. Od 1978 funkcjonowało w nim Muzeum Józefa Wybickiego (już nieistniejące). Obecnie jedyną pozostałością z czasów Józefa Wybickiego jest niewielka barokowa kaplica w kształcie rotundy, ufundowana przez Wybickiego i wybudowana w 1786. Kaplica jest obecnie zamknięta i nie jest wykorzystywana do celów liturgicznych. W parku stoi popiersie Józefa Wybickiego.
Śrem był miastem najbliżej położonym od Manieczek – siedziby Wybickiego. Wybicki często je odwiedzał, a 6 sierpnia 1791 podpisał akces do stanu mieszczańskiego Śremu. Upamiętnia go dzisiaj popiersie ustawione przed ratuszem. Muzeum Śremskie w swojej ofercie ma również wystawę „Wideoklip do hymnu” – multimedialną prezentację edukacyjno-patriotyczną, prezentującą różne pieśni patriotyczne (wystawa czynna od maja do września).
Wybickiemu poświęcono tablicę pamiątkową odsłoniętą 11 listopada 1997 w 200-lecie Hymnu Narodowego i jego pobytu w Świdnicy prawdopodobnie podczas przejazdu do Włoch lub do Paryża. Tablica znajduje się na budynku siedziby Muzeum Dawnego Kupiectwa. Nie ma wiadomości czy ten pobyt był związany z jakimiś działaniami rewolucyjnymi.
27 września 2013 roku w holu XXV Liceum Ogólnokształcącego im. Józefa Wybickiego w Warszawie odsłonięto popiersie Wybickiego zaprojektowane przez Zygmunta Niziałka.
Imię Józefa Wybickiego noszą m.in.
- VII Liceum Ogólnokształcące im. Józefa Wybickiego w Gdańsku
- Szkoła Podstawowa im. Gen. Józefa Wybickiego w Manieczkach
- XXV Liceum Ogólnokształcące im. Józefa Wybickiego w Warszawie
- Kaszubski Uniwersytet Ludowy im. Józefa Wybickiego w Szymbarku
- I Liceum Ogólnokształcące im. Józefa Wybickiego w Kościerzynie
- Liceum Ogólnokształcące im. gen. Józefa Wybickiego w Śremie
- Szkoła Podstawowa nr 3 w Aleksandrowie Kuj. im. Józefa Wybickiego
- Szkoła Podstawowa nr 9 w Wejherowie im. Józefa Wybickiego
- Szkoła Podstawowa im. Józefa Wybickiego w Parkowie

Minister Obrony Narodowej rozkazem Nr 10/MON z dnia 16 marca 1965 roku nadał Gdańskiemu Pułkowi Obrony Terytorialnej imię generała Józefa Wybickiego.
Ponadto Józef Wybicki jest patronem ulic m.in. w: Augustowie, Bolesławcu, Bytowie, Bydgoszczy, Czempiniu, Częstochowie, Gdyni, Grudziądzu, Kartuzach, Koninie, Kościerzynie, Krakowie, Lesznie, Łodzi, Malborku, Manieczkach, Morgoninie, Mosinie, Miastku, Ostrowie Wielkopolskim, Pelplinie, Piasecznie, Pile, Poznaniu, Rumi, Sierakowicach,
Skarszewach, Słupsku, Sosnowcu, Sopocie, Swarzędzu, Szczecinie, Szczecinku, Śremie, Toruniu, Warszawie, Wejherowie, Wolsztynie i Wrześni.
Uchwałą Sejmu RP IX kadencji z 14 października 2021 zdecydowano o ustanowieniu roku 2022 Rokiem Józefa Wybickiego. Patronom roku 2022 poświęcono wydanie specjalne Kroniki Sejmowej.
29 września 2022 wszedł do obiegu znaczek pocztowy z wizerunkiem Józefa Wybickiego zaprojektowanym przez Jana Konarzewskiego.

## Twórczość

### Pamiętniki
Cennym źródłem do biografii Józefa Wybickiego oraz ogólnie historii Polski są jego pamiętniki, które zaczął pisać na początku XIX wieku, kiedy przebywał we Wrocławiu i Dreźnie. Wspomnienia te zaczął spisywać m.in. dla swoich synów, których edukacją się wtedy zajmował. Do roku 1804 lub 1805 powstała wtedy pierwsza część autobiografii, obejmująca okres życia autora do 1780 roku. Później nastąpiła przerwa; do spisywania wspomnień powrócił dopiero w 1817, opisując w drugiej części insurekcję kościuszkowską i początki emigracji (1794–1796), a w trzeciej edukację synów i działalność w epoce napoleońskiej (1802–1809). Pamiętniki te są więc fragmentaryczne: obejmują jedynie okresy 1747–1780, 1794–1796 i 1802–1809; brak w nich w ogóle informacji np. na temat działalności w Legionach we Włoszech i stworzenia Mazurka Dąbrowskiego.
Za życia Wybickiego jego pamiętniki nie były publikowane. Po raz pierwszy Wyimki z autobiografii Wybickiego drukował poznański „Tygodnik Literacki” w latach 1838–1839, całość ogłosił w 1840 Edward Raczyński w czwartym, piątym i szóstym tomie 21-tomowego zbioru Obraz Polaków i Polski w XVIII wieku. Wydanie krytyczne pamiętników pod tytułem Życie moje... ukazało się dopiero w 1927 w opracowaniu Adama M. Skałkowskiego w serii Biblioteki Narodowej. Po wojnie po raz pierwszy wznowiono je w 2005.

### Pisma polityczne, społeczne i moralne

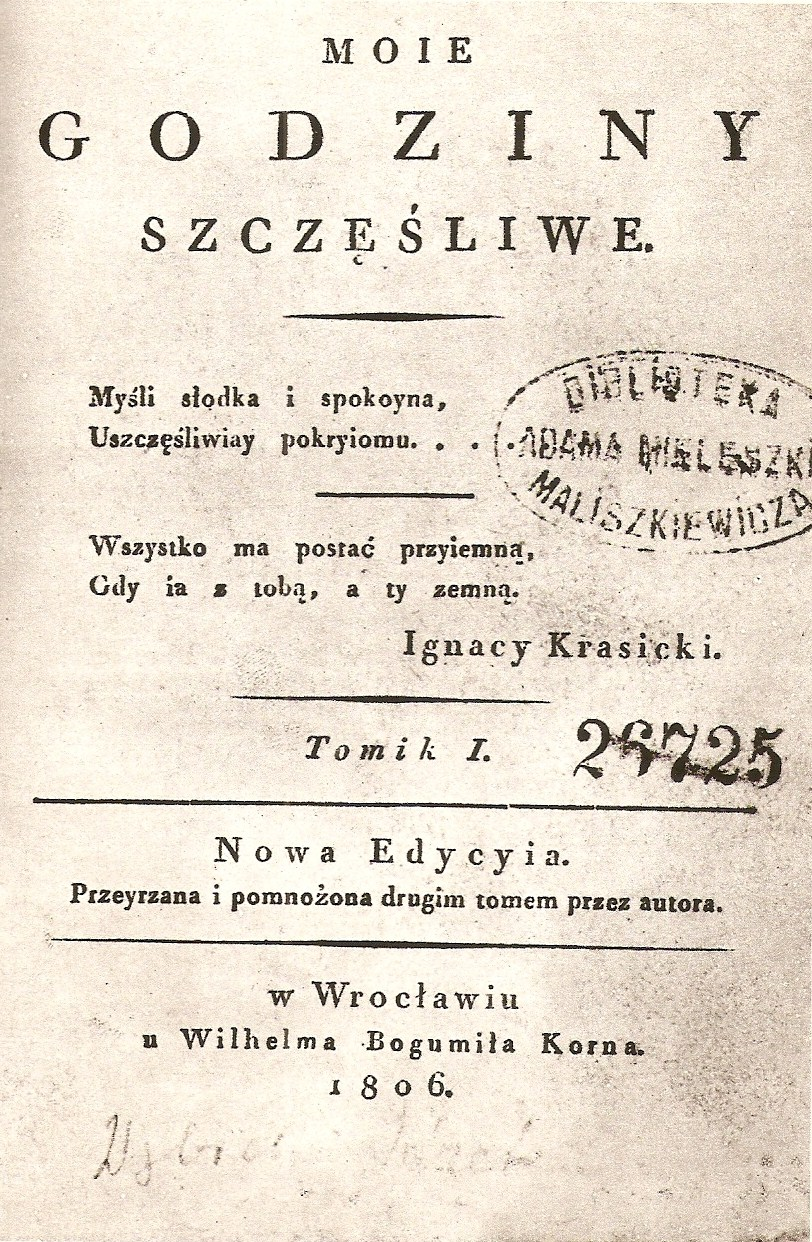
Moje godziny szczęśliwe

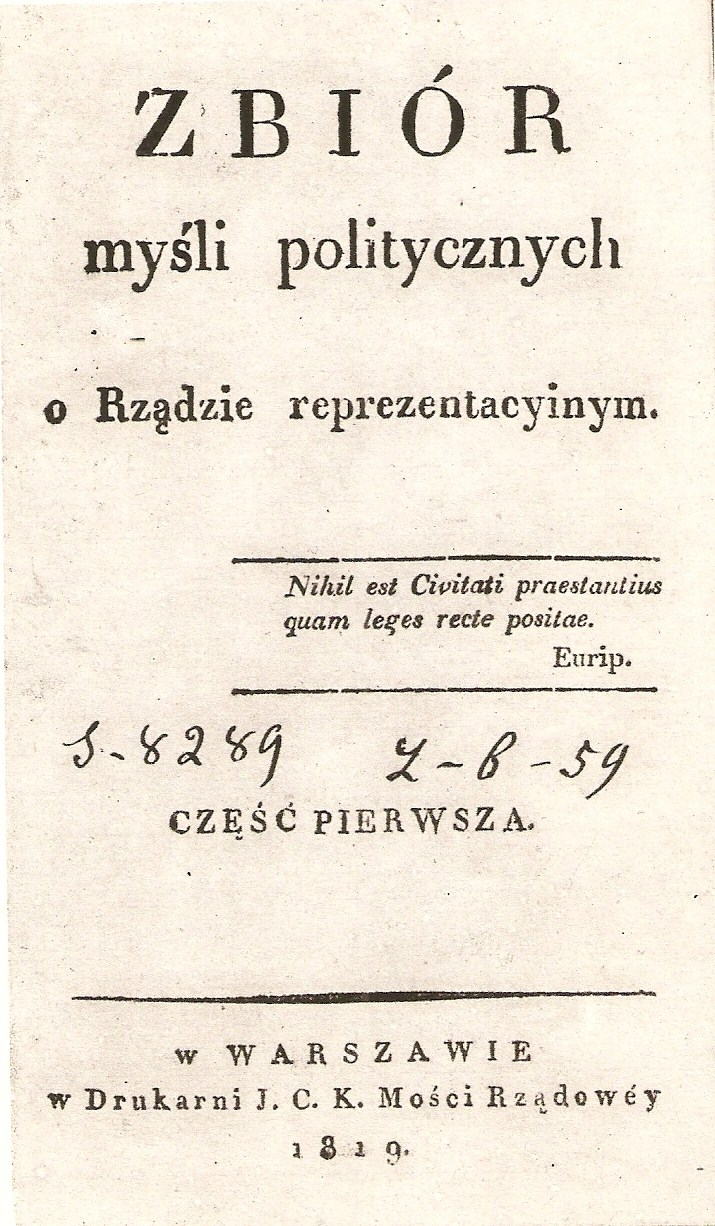
Zbiór myśli politycznych o rządzie reprezentacyjnym

Wybicki zajmował się publicystyką i pisał dzieła na tematy polityczne, społeczne, ekonomiczne (np. pierwsza praca o wprowadzeniu w Polsce pieniądza papierowego, podjęcie tematyki spławności rzek) i moralne przez prawie pół wieku swojego życia. Dlatego też poniższy spis nie może być wyczerpujący, nie uwzględnia on wielu publikacji w periodykach i różnych druków ulotnych.
- Myśli polityczne o wolności cywilnej (1775–1776)
- Listy patriotyczne do eks-kanclerza Zamoyskiego, prawa układającego, pisane (1777–1778)
- List do autora listów patriotycznych (1777)
- Podróżny w Pawłowie (1778)
- Projekty do puszczenia ludzi na czynsze i uwolnienia ich od poddaństwa (1778)
- Rozmowa między szlachcicem polskim, Szwajcarem i żydem w Gdańsku (1780)[107]
- Ciemnota – przesąd – uprzedzenie (ok. 1780–1789, opublikowane w 1959 przez Adama Lewaka)
- Uwaga na koszta pogrzebowe w Wiedniu (1781)
- Wykład sposobów do rzeko-spławności i handlów wprowadzenia (1782)
- Uwagi obywatelskie nad żebrakami (1782)
- Uwagi polityczne i krytyczne nad stanem dawnym i dzisiejszym narodu polskiego (1783–1784)
- Zasady do protestu Codicis Stanisława Augusta
- Uniwersał na pospolitą obronę
- O poddanych polskich
- Myśli polityczne dla Polski
- Kościuszko do ludu francuskiego (1795)
- List pewnego Polaka (1797)
- Rozmowy i podróże ojca z dwoma synami
- Początki geografii politycznej wraz z początkami geografii fizycznej i astronomicznej, tudzież wiadomości politycznych
- Początki mitologii (przekład francuskiego podręcznika Antoine-Huberta Wandelaincourta)
- Pierwiastki wieku dziecinnego
- Moje godziny szczęśliwe[108]
- Listy obywatelskie do Jana Węgleńskiego (1816–1817)
- Zbiór myśli politycznych o rządzie reprezentacyjnym (1819)
- Uwagi obywatelskie nad urzędem generalnych i innych sądowych starostów (2025), z rękopisu z 1789 r., wstępem opatrzył i opracował Zbigniew Chodyła, wydał Krzysztof Budzyń, Śrem

### Twórczość literacka
Tragedie
- Zygmunt August (1779)[109]
- Gustaw Waza

Komedie
- Kulig (1783)[110]
- Szlachcic mieszczaninem (1791)
- Mędrzec (1791)
- Jarmark

Opery

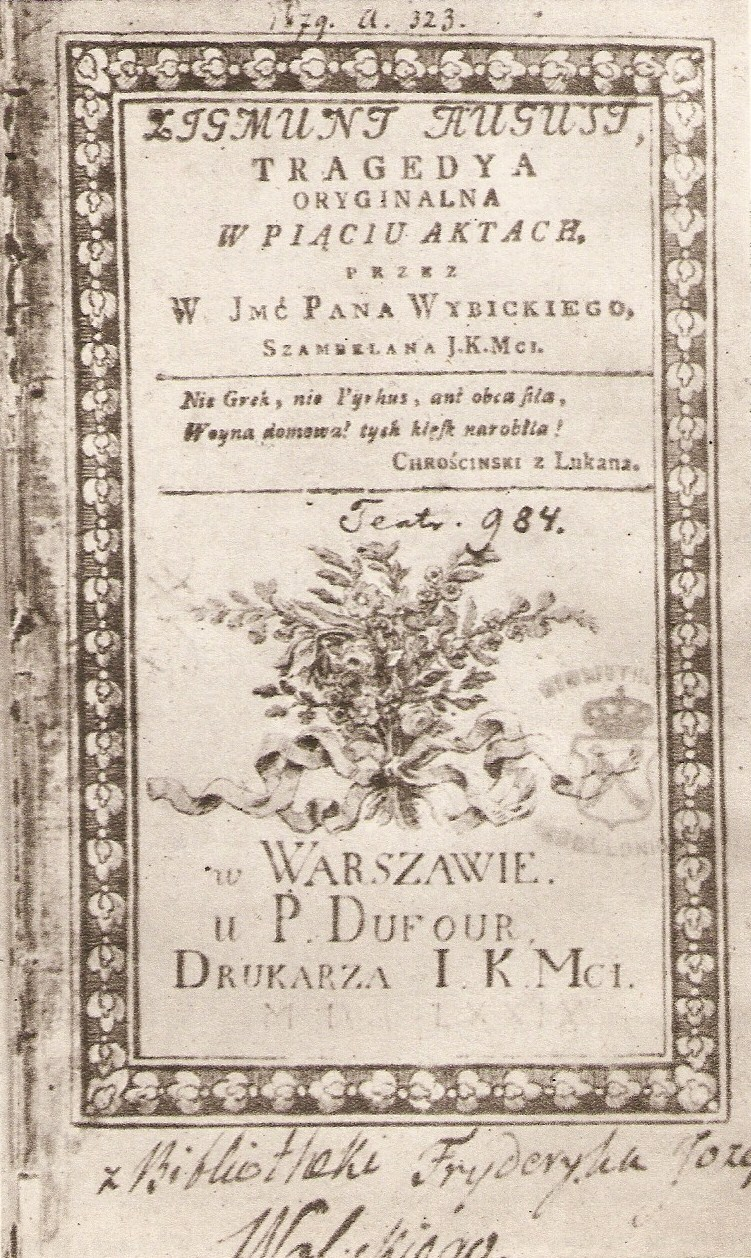
Zygmunt August

- Pasterka zbłąkana, czyli obraz wojny holenderskiej
- Samnitka (1787)
- Kmiotek (1788)
- Polka, czyli oblężenie Trembowli (1788)

Po wojnie wydano też wybory twórczości literackiej Wybickiego: Utwory dramatyczne (Warszawa, 1963), Wiersze i arietki (Gdańsk, 1973) i Wiersze wybrane (Warszawa, 1982).
Poza twórczością własną Wybicki dokonywał również tłumaczenia (z języka francuskiego) mitologii rzymskiej.